# Bazilica Adormirea Maicii Domnului din Cacica

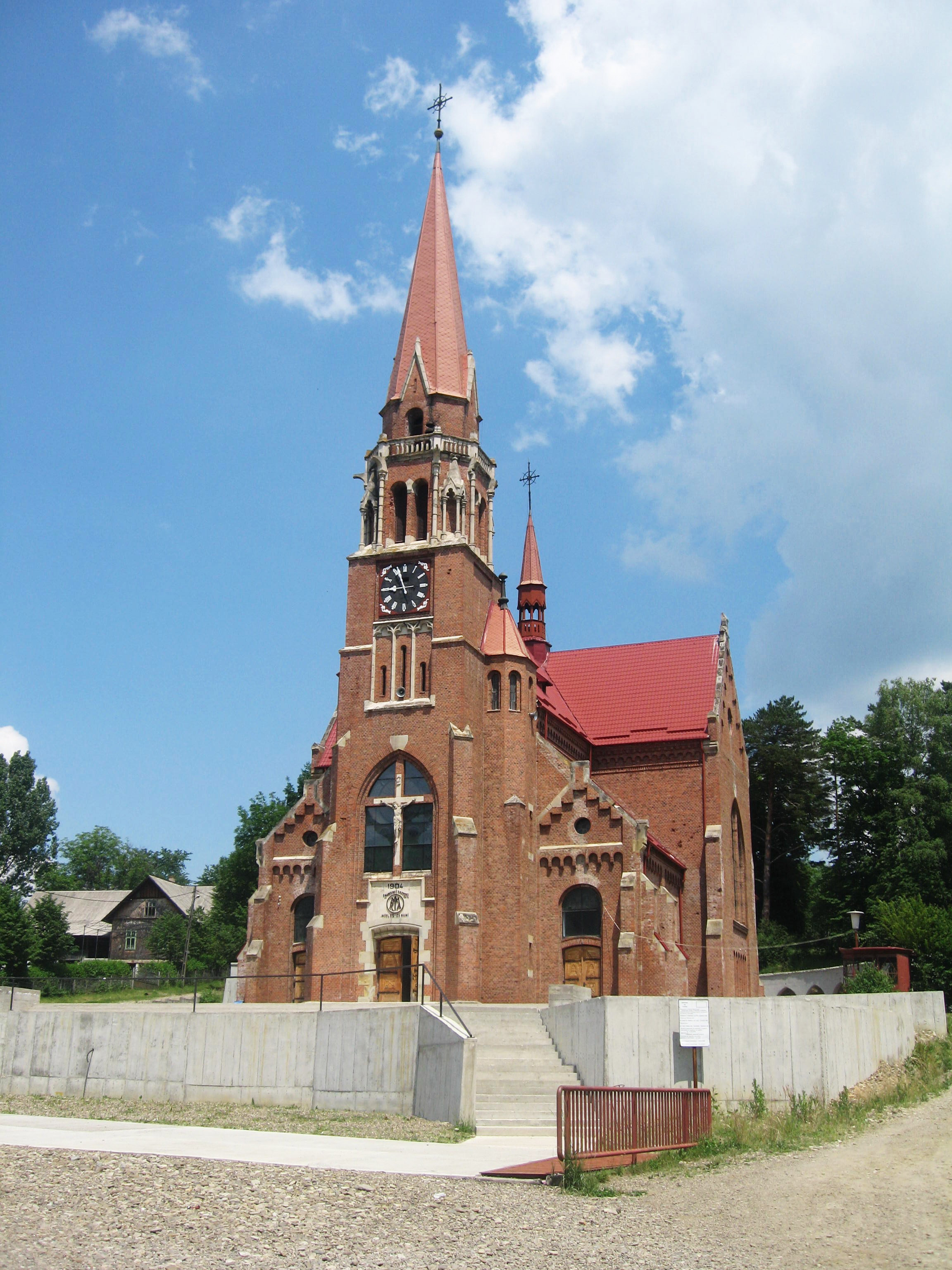
Biserica romano-catolică din Cacica

Bazilica „Adormirea Maicii Domnului” din Cacica este o biserică romano-catolică construită în anul 1904 de către comunitatea poloneză din satul Cacica (județul Suceava). În anul 2000, recunoscând importanța pelerinajelor mariane de la această biserică, Papa Ioan Paul al II-lea a acordat acestei biserici titlul de Basilica Minor.

## Istoric

### Constituirea comunității catolice din Cacica
În jurul anului 1780, în locul unde se află astăzi localitatea Cacica (în nord-estul României, în regiunea istorică Bucovina, la 18 km de orașul Gura Humorului și la 40 de km de orașul Suceava) au fost descoperite zăcăminte de sare. În anul 1798 s-a dat în exploatare aici o salină, aducându-se muncitori și tehnicieni din diferite provincii ale Imperiului Habsburgic, mai ales din Polonia (în principal din Bochnia și Wieliczka) și din Galiția (din satul Kałusz de lângă Stanisławów), cei mai mulți fiind de etnie poloneză și de religie romano-catolică. 
Neexistând aici o așezare înainte de deschiderea salinei, muncitorii romano-catolici care lucrau în salină erau asistați spiritual mai întâi de preoții din Parohia Gura Humorului, primul păstor fiind, începând cu anul 1795, preotul polonez Clemens. În anul 1799, responsabil cu asistența spirituală a muncitorilor a devenit preotul polonez Jakub Bogdanowicz. Acesta a apelat la administrația salinei care, în anul 1806, a dat dispoziție să se sape în masivul de sare, la o adâncime de 21 metri, o mare și frumoasă capelă cu hramul Sf. Varvara, unde se rugau muncitorii înainte și după terminarea lucrului.
În anul 1810 a fost sfințită o bisericuță de lemn la Cacica, la care se adusese deja din 1809 o reproducere a Icoanei miraculoase a Maicii Domnului „Madona Neagră” de la Częstochowa (Silezia). Această icoană a fost venerată încă de la început ca Icoană făcătoare de minuni. În 1844, arhiepiscopul romano-catolic Francisc de Paula Pischtek, mitropolit de Lemberg (Liov), a înființat Parohia Cacica. Primul paroh a fost numit pr. Jerzy Mazanek. 
După datele furnizate de Directoriul Arhidiecezei de Liov, Parohia Cacica avea în 1867 în îngrijire spirituală un număr de 1.356 de catolici de rit roman. Până la sosirea aici a fraților misionariști în 1902, nu există alte date cu privire la situația parohiei.

### Construirea actualei biserici
Biserica fiind neîncăpătoare și deteriorată, preotul Maurycy Kolankiewicz a inițiat în 1892 reconstrucția ei. Lucrările au fost tărăgănate multă vreme, atât din cauza lipsei banilor, cât și a birocrației autorităților austriece. 
Arhiepiscopul ad-personam Joseph Weber, episcop auxiliar de Lemberg (Lwów) și vicar episcopal pentru Bucovina (1895-1906), care era călugăr lazarist, a încredințat în noiembrie 1902 preoților călugări din Ordinul Fraților Misionari Lazariști pastorația Parohiei Cacica.  La acel moment, credincioșii romano-catolici din Bucovina se aflau sub jurisdicția Arhiediecezei de Lemberg, având în total 28 de parohii grupate în 3 decanate. 
Preoții misionari sosiți aici au găsit biserica într-o stare ruinată, preotul paroh Kasper Słomiński descriind-o astfel: "o bisericuță foarte săracă și mică; apreciată de autorități drept baufällig, poate fi închisă oricând". Ei au hotărât să construiască o nouă biserică, mai mare, dar guvernul Ducatului Bucovinei care trebuia să suporte 1/3 din cheltuieli a tărăgănat acordarea autorizației de construcție. În aprilie 1903 s-au confecționat 21.000 de cărămizi pentru noua biserică. 
Prin eforturile pr. Słomiński și cu sprijinul arhiepiscopului Joseph Weber, lucrările de construcție au demarat la 16 iulie 1903, când s-a sfințit piatra de temelie. Preoții misionari au colindat comunitățile catolice din Bucovina, pr. Eugeniusz Kolodziej vizitând comunitățile germane, iar pr. Jan Rossmann pe cele maghiare, strângând bani. La 15 august 1903, la sărbătorile prilejuite de hramul parohiei, s-a organizat o tombolă, adunându-se cu acest prilej aproape 2.000 de coroane. 
Biserica nouă a fost sfințită la 16 octombrie 1904 de către Józef Bilczewski, arhiepiscopul de Lemberg, și de auxiliarul său, arhiepiscopul Joseph Weber.  Preotul paroh Kasper Słomiński a descris astfel acest eveniment: "Noua biserică din Cacica nu era încă terminată, dar inima ne îndemna să facem inaugurarea chiar în acest an jubiliar, pentru a aduna în fața miraculoasei icoane numeroase procesiuni și a-i oferi o nouă perspectivă. (...) În ziua de 15, la orele amiezii au sosit iluștrii și iubiții noștri oaspeți: Excelența Sa arhiepiscopul Bilczewski cu arhiepiscopul Weber, reverendisimul pr. Vizitator cu numeroși confrați din Cracovia, Lvov, Sokolowka, Bialy Kamien și Jesierzan, preoții Prelați Schmidt și Kasprowicz (de rit armean) din Cernăuți și un mare număr de preoți din parohii (...). Din păcate, a început ploaia care nu a încetat până la sfârșitul festivităților noastre diminuând măreția monumentului. Au sosit puțini oameni, procesiunile fie că s-au oprit, fie că au fost puțin numeroase. Frumoasa procesiune cu sfintele relicve a trebuit scurtată, dar ce grozav ar fi fost dacă vremea ar fi fost bună, când Excelența sa arhiepiscopul Bilczewski, însoțit de arhiepiscopul Weber și precedat de un numeros cler, ducea, pe o pernă purpurie, relicvele Sfinților Martiri pe care le-a depus într-un cort special ridicat în apropierea bisericii. A sosit consilierul Curții, dl. Barleon, ca adjunct al noului președinte al țării care, ocupat cu deschiderea seimului, n-a putut veni, dar și-a trimis adjunctul". 
Noua biserică era construită în stil neogotic, în crucieră, proiectul fiind realizat de către arhitectul Teodor Marian Talowski, profesor la Politehnica din Lemberg. Dimensiunile bisericii erau următoarele: 36 m lungime, 17,5 m lățime în nava centrală, 22 m lățime în nava transversală, 14 m înălțimea interioară și 50 m înălțimea turnului.  

### Centru de pelerinaj marian
Ca urmare a numărului mare de pelerini care sosea aici în timpul hramurilor de la 14-15 august ("Adormirea Maicii Domnului") și de la 8 octombrie ("Sfânta Maria a Rozariului"), s-a construit în 1911 o casă pentru pelerini, în apropierea bisericii, care a slujit și drept cămin cultural. 
În anul 1914 a fost construit corul, care a fost sfințit într-un cadru festiv la 21 aprilie 1918. Un alt obiect de artă din biserică este frumoasa orgă clasică, adusă în 1937, dar serios avariată în anul 1944, în timpul războiului. Datorită strădaniei pr. Iulian-Eugen Kropp, orga a fost restaurată în perioada 1997-1998, iar în timpul pelerinajului persoanelor consacrate din ziua de 3 octombrie 1998, episcopul Petru Gherghel a sfințit noua orgă.
Pelerinajul la Sanctuarul Marian din Cacica organizat în perioada 14-15 august (Sărbătoarea Sf. Marii) este considerat a fi cel mai mare pelerinaj catolic din Moldova, la el participând mai mulți episcopi din România și din străinătate, zeci de preoți și zeci de mii de pelerini din Moldova, dar și din alte zone ale țării sau din străinătate. Până în anul 1949, a circulat o garnitură de tren pe ruta Viena - Cacica.

### Proclamarea ca Basilica Minor
La 15 august 1996, biserica din Cacica a fost declarată sanctuar diecezan, apoi prin decretul episcopal al PS Petru Gherghel din 15 august 1997, cu acordul Conferinței Episcopilor Catolici din România și în prezența nunțiului apostolic Janusz Bolonek, Sanctuarul din Cacica a fost declarat și recunoscut ca "Sanctuar național". 
În Anul Jubiliar 2000, ca urmare a cererii din 17 ianuarie 2000 a episcopului Petru Gherghel, biserica sanctuarului a primit titlul de "Basilica Minor", titlu acordat de Papa Ioan Paul al II-lea la 14 martie 2000 prin Congregația pentru Cultul Divin și Disciplina Sacramentelor și proclamat oficial la Liturghia solemnă din 15 august același an de către cardinalul Luigi Poggi, trimisul special al Papei, înconjurat de numeroși episcopi și preoți din țară și din străinătate și în fața unui număr impresionant de pelerini. 
Din toamna anului 2001, administrarea sanctuarului a fost încredințată Provinciei Franciscane "Sf. Iosif" a Fraților Minori Conventuali.
La 15 august 2010, cu prilejul aniversării a 10 ani de când sanctuarul marian de la Cacica a fost ridicat la rangul de Basilica Minor, în fața bisericii romano-catolice a fost amenajată o piață și a fost dezvelită o statuie a Papei Ioan Paul al II-lea. Monumentul a fost dezvelit de către primatul emerit al Poloniei, arhiepiscopul de Gniezno, Henryk Józef Muszyński și de episcopul Petru Gherghel. 
În anul 2009, Parohia romano-catolică din Cacica avea în asistența spirituală 170 de familii de polonezi, cu 415 credincioși. 
Liturghiile oficiate la Cacica sunt celebrate în limbile română, poloneză, germană și maghiară. Printre pelerinii de seamă participanți la Cacica au fost următorii: cardinalul Luigi Poggi (2000), cardinalul Giovanni Battista Re, prefect al Congregației pentru Episcopi (2003), arhiepiscopul Henryk Józef Muszyński de Gniezno, primat emerit al Poloniei (2010), arhiepiscopul mitropolit emerit Ioan Robu de București, arhiepiscopul György Jakubinyi de Alba-Iulia, nunțiul apostolic Jean-Claude Périsset, episcopul emerit Petru Gherghel de Iași, episcopul Iosif Păuleț de Iași, episcopul Anton Coșa de Chișinău, episcopul Mihaly Mayer de Pecs (Ungaria), episcopul auxiliar Aurel Percă de Iași, episcopul auxiliar Cornel Damian de București, episcopul auxiliar Marian Blazej Kruszylowicz de Szczecin-Kamien (Polonia).

## Arhitectura bisericii

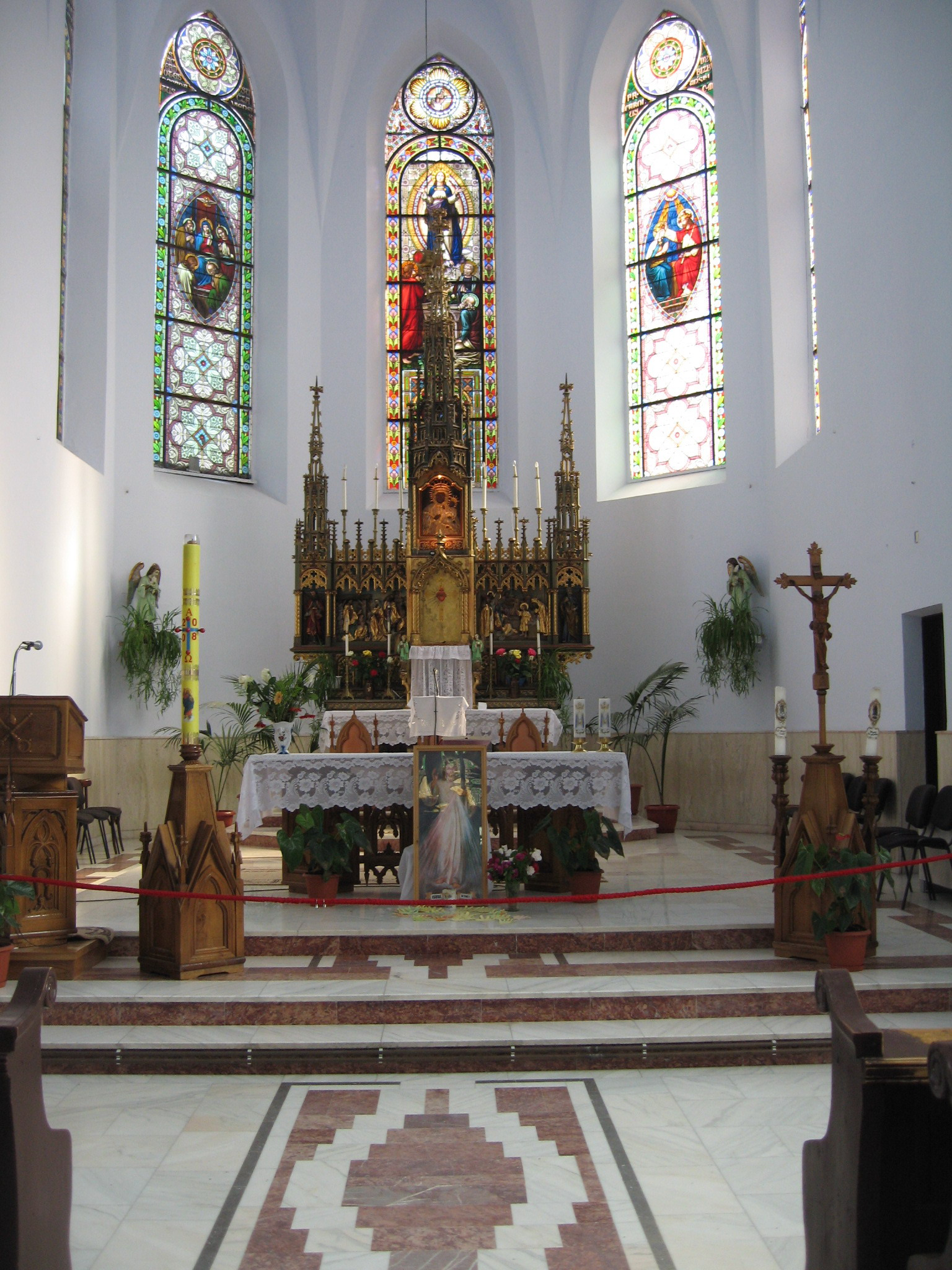
Altarul central

Biserica a fost construită în stil neogotic în crucieră, după un proiect din Polonia. Ea este realizată din piatră cioplită și cărămidă roșie presată, fiind acoperită cu eternit.  Edificiul are 40 m lungime, 23 m lățime, 14 m înălțimea interioară și 50 m înălțimea turnului. De asemenea, are multe ornamente din piatră, galeria la înălțimea de 30 de metri și patru colțuri înalte de 21-25 m. Deasupra intrării în biserică, este amplasat în fereastra mare de la cor un crucifix din piatră pe care se află Isus Cristos, iar în timpan, gravat în piatră, anul sfințirii (1904) și monograma aurită a Mariei cu înscrisul în limba poloneză: "O, Maryo, bez grzechu poczęta módl się za nami" (în română "O, Marie, neprihănit zămislită, roagă-te pentru noi"). Pe turlă este montat, la înălțimea de 30 m, un balcon circular, susținut pe zidurile turlei de numeroase coloane din piatră terminate în formă de turnulețe, redând parcă forma unor capele. În turla bisericii se află patru clopote.  
Biserica adăpostește importante lucrări de artă. De o rară frumusețe sunt vitraliile situate în cele 5 ferestre ale prezbiteriului și care reprezintă cele cinci mistere de slavă ale Rozariului Maicii Domnului, precum și cele două ferestre uriașe laterale din navele transversale, din sticlă colorată. 
Iconostasul este realizat din lemn de tei de o firmă austriacă. El a fost curățat în anul 2010 pentru prima dată în istoria de 106 ani a lăcașului de cult.  În biserică au mai fost amenajate două altare laterale; unul închinat Sfântului Iosif, iar celălalt Sfintei Varvara, patroana minerilor. Interiorul bisericii a fost amenajat mai târziu, o parte a mobilierului și ușile principale fiind din stejar sculptat. Altarele și statuetele au fost realizate din lemn de tei sculptat de către celebra firmă "Stuflesser" din Tirol, fiind pictate în culori în ulei și aurite. Amvonul bisericii este impunător, el culminând cu figura lui "Isus, Bunul Păstor". În prezbiteriu, pe un perete lateral, se află o vitrină cu peste 100 de obiecte votive din aur și argint, de diferite mărimi, ce reprezintă figuri umane în rugăciune, brațe și picioare, dar cele mai multe sunt inimi, ochi ce plâng, cruciulițe ș.a., depuse aici ca recunoștință de către pelerini. 
După inundațiile din 1908, când s-a consolidat terenul din spatele bisericii, unde s-a construit un zid de sprijin și Grota Lourdes, s-au efectuat o serie de reamenajări în biserică. Astfel, altarele laterale, provizorii pâna atunci, au fost înlocuite cu altele noi, sculptate în lemn de tei, pictate și aurite. Altarul din dreapta reprezintă "Pieta" și datează din 1910, iar cel din stânga o reprezintă pe Preasfânta Fecioară Maria ca "Regina Cerului și a Pământului". Icoana reprezentând-o pe Sfânta Fecioară Maria cu Pruncul în brațe (Madona Neagră) se află în altarul principal. 
În anul 1914 a fost construit corul, care a fost sfințit într-un cadru festiv la 21 aprilie 1918. Un alt obiect de artă din biserică este frumoasa orgă clasică, adusă în 1937, dar serios avariată în anul 1944, în timpul războiului. Datorită strădaniei pr. Iulian-Eugen Kropp, orga a fost restaurată în perioada 1997-1998, iar în timpul pelerinajului persoanelor consacrate din ziua de 3 octombrie 1998, PS Petru Gherghel a sfințit noua orgă.
De asemenea, merită menționat un candelabru mare, care datează din 1907, precum și stațiunile "Căii Sfintei Cruci", executate din ghips. Biserica nu a fost pictată în interior, din cauza situației materiale precare a comunității.
În biserică se află amplasate mai multe plăci de marmură:
- pe o placă de marmură albă aflată pe peretele stâng al prezbiteriului se află următoarea inscripție: "De pie memorie. Preot Henryk Wóchowski, născut în 1881 în Polonia, a activat între anii 1906-1946, a decedat la 26-03-1946. Preot Ion Parțac, născut în 1927, a fost paroh între anii 1979-1996, a decedat la 18-04-1996."
- pe o placă de marmură albă aflată în dreaptă intrării sunt scrise numele preoților parohi care au activat la Cacica. Numele unora dintre ei conțin greșeli.
- o altă placă de marmură albă se află pe peretele din dreapta al pridvorului. Ea conține următoarea inscripție: "Papa Ioan Paul al II-lea, în anul jubiliar 2000, la 14 martie, a declarat biserica sanctuarului din Cacica BASILICA MINOR act proclamat în ziua hramului și a pelerinajului din data de 15 august."

## Icoana Madona Neagră
Icoana reprezentând-o pe Sfânta Fecioară Maria cu Pruncul în brațe (Madona Neagră) se află în altarul principal. Ea este o copie a Icoanei miraculoase a Maicii Domnului "Madona Neagră" de la Częstochowa (Silezia) și se presupune că a fost pictată la începutul secolului al XVII-lea. Icoana a fost adusă în anul 1809 de la o biserică armeano-catolică din Stanislawow (Polonia), când s-a sfințit prima biserică la Cacica. 
Icoana este pictată pe pânză, înnegrită de timp, cu dimensiunile de 86x60 cm și e acoperită cu lemn sculptat, aurit și argintat, rămânând vizibil pictate numai mâinile și fețele. În acest tablou, Preasfânta Fecioară Maria îl ține în brațe pe Pruncul Isus și are îndreptată mâna dreaptă spre Isus, ca și cum ar spune: "Faceți tot ce el vă zice!" Pruncul strânge la piept cu mâna stângă o carte, iar dreapta o are ridicată în semn de binecuvântare. Atât Isus, cât și Sfânta Fecioară Maria, poartă pe cap coroane regești, cu stele. 
O mărturie scrisă de la sfințirea bisericii menționează momentul așezării icoanei în noua biserică: "Emoționant a fost momentul în care, după ceremoniile de sfințire a bisericii, Excelența sa arhiepiscopul a adus cu mâinile sale proprii din capelă icoana făcătoare de minuni a Maicii Domnului, așezând-o pe altarul principal, iar de aici cu ea a binecuvântat mulțimea. Nu a existat nici unul care să nu fi vărsat lacrimi de emoție, când Maica Domnului mulțumea tuturor pentru noul ei lăcaș. Apoi icoana a fost așezată pe altarul principal, pe care Regina cerului și-a luat locul cuvenit lângă Isus Cristos, prezent în preasfântul sacrament". 
În perioada septembrie 2009 - august 2010 icoana a fost restaurată. Prima parte a lucrărilor de restaurare a avut loc la Palatul Culturii din Iași. În mai 2010, icoana a fost dusă la un bijutier specializat din Częstochowa, unde a fost curățată, iar coroana și mantia Fecioarei refăcute, din aur alb și galben. La începutul lui august 2010, cu o săptămână înainte de hram, pictura restaurată a fost adusă din Polonia de către o delegație din care au făcut parte: PS Petru Gherghel, pr. Romuald Bulai, pr. Marius-Stanislav Bucevski, pr. Emil Robu și Ghervazen Longher, deputat în Parlamentul României ca reprezentant al comunității polonezilor. Icoana a fost dezvelită la 14 august 2010 în prezența ÎPS Iosif Henryk Muszynski, arhiepiscop de Gniezno, primat emerit al Poloniei, o delegație a preoților paulini din Czestochowa, formată din trei persoane, care au restaurat copia icoanei, PS Anton Coșa, episcop de Chișinău, PS Petru Gherghel și PS Aurel Percă. 

## Grota Lourdes

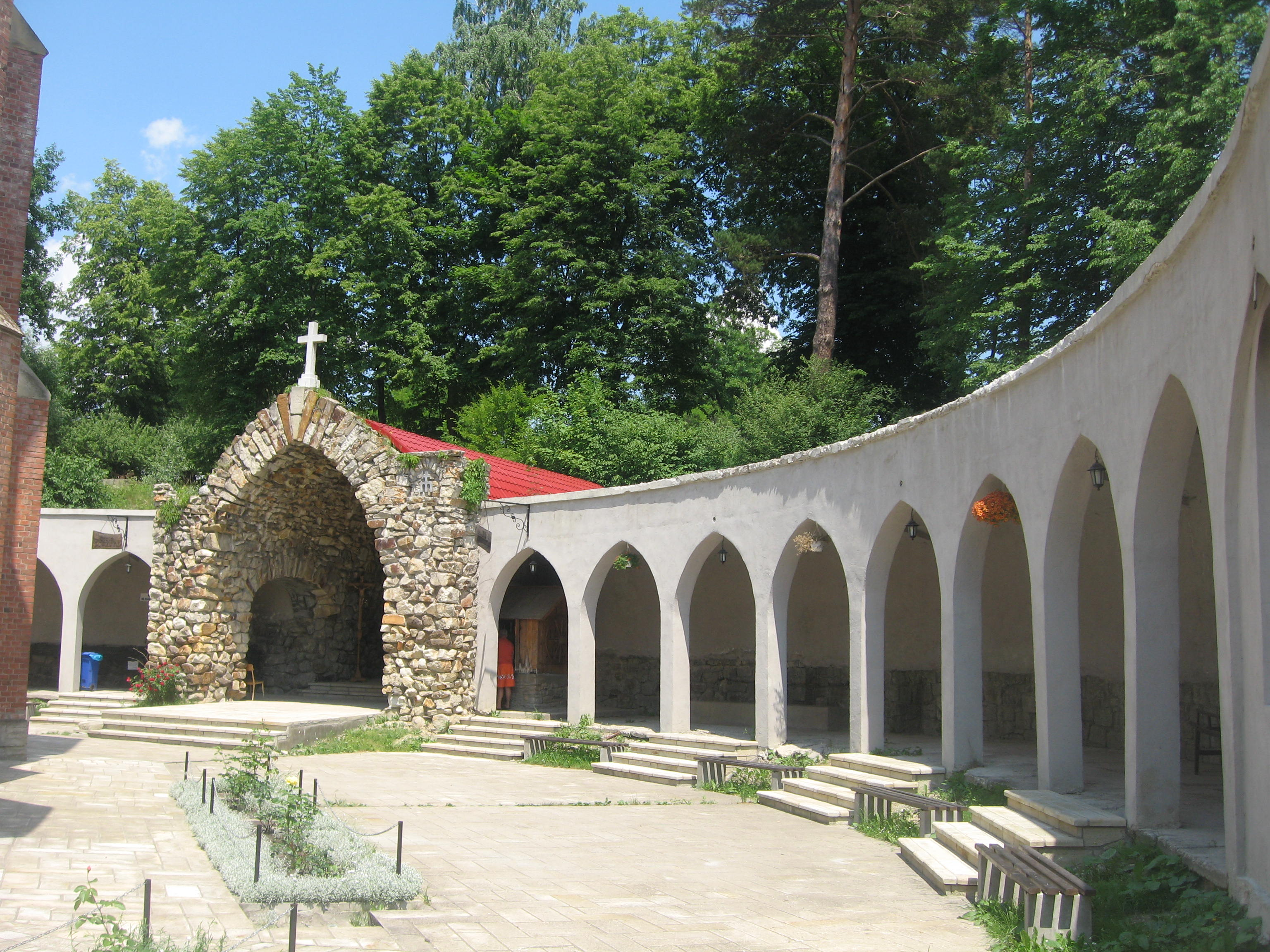
Grota Lourdes

De asemenea, un interes deosebit prezintă și „Grota Lourdes” de lângă biserică, aceasta fiind o reprezentare a celei din Franța. Ca urmare a faptului că zidurile bisericii erau amenințate de apăsarea versantului care alunecase în partea din spate a lăcașului de cult, a fost necesară efectuarea de lucrări de consolidare a zidurilor. La începutul anului 1908, în mijlocul zidurilor de consolidare construite în spatele bisericii a fost construită o grotă din bucăți de stâncă în cinstea Maicii Domnului de la Lourdes. 
După aproape 30 de ani, preotul paroh Henryk Wochowski a decis să construiască o grotă nouă, de data aceasta mai în adâncime. Deoarece în urma precipitațiilor, zidul de gresie se sfărâma și se dovedise nerezistent la intemperii, grota a fost adâncită considerabil și înconjurată, în ambele părți, de galerii care aveau rolul de a servi pelerinilor veniți la hram ca loc de spovadă atunci când ploua și ca loc pentru distribuirea Sfintei Împărtășanii, în cazul în care vremea era nefavorabilă..
În anul 1936, a fost finalizată construcția noii grote Lourdes, care a fost construită în stil neogotic, având următoarele dimensiuni: adâncimea, în formă de semilună, este de 12 m, iar lățimea și înălțimea de 5 m. De asemenea, și galeriile au fost construite în formă de semilună, ele având 60 m lungime, 3 m lățime și 4 m înălțime.  Pentru susținerea întregului ansamblu au fost ridicate 20 de coloane din beton, care aveau și rolul de a înfrumuseța grota. Enumerarea cantității de materiale folosite poate oferi o mărturie a dimensiunilor grotei și a galeriilor: 3 vagoane întregi de ciment, 2 vagoane de var, 100 metri pătrați de pietre în afară de materialele de la vechea grotă și cel puțin 1.500 kg bare de fier. 
În grotă s-a amenajat, încă începând din anul 1908, un altar din piatră masivă pentru a servi la oficierea Sfintei Liturghii în timpul pelerinajelor credincioșilor de diferite naționalități. După doi ani, au fost amplasate aici statuetele Preasfintei Fecioare Maria și a Sf. Bernadeta Soubirous (cea căreia i s-a arătat în anul 1858 Sfânta Fecioară Maria în localitatea franceză Lourdes), executate din ghips, probabil de un credincios ortodox, locuitor al unui sat din apropiere. După cum scris pr. Wojciech Grabowski, în scrisoarea către Preotul Vizitator: "noile statui din grotă nu sunt prea artistice, dar sunt cu gust și nu șochează".  Legenda spune că statueta a fost adusă odată în biserică, dar a doua zi dimineața a fost găsită înapoi în grotă. 
În seara zilei de 14 august 2010 a fost binecuvântat un altar nou în Grota Lourdes. 
În grotă, pe lângă altar și locurile amenajate pentru spovadă, există în partea dreaptă și o fântână cu apă considerată tămăduitoare, pe care pelerinii o folosesc cu multă credință pentru binecuvântarea lor și a gospodăriilor lor. În partea stângă s-a amenajat un loc special pentru aprinderea de lumânări, obicei inspirat din religiozitatea ortodoxă.
Cu prilejul hramului Adormirii Maicii Domnului, în grotă sunt oficiate două liturghii în limbile maghiară și germană.

## Statuia Papei Ioan Paul al II-lea
La 15 august 2010, cu prilejul aniversării a 10 ani de când sanctuarul marian de la Cacica a fost ridicat la rangul de Basilica Minor, în fața bisericii romano-catolice a fost amenajată o piață și a fost dezvelită o statuie a Papei Ioan Paul al II-lea. Piatra de temelie a pieței fusese sfințită la 15 august 2007 de către episcopul Petru Gherghel.
Monumentul a fost dezvelit de către primatul emerit al Poloniei, arhiepiscopul de Gniezno, Henryk Józef Muszyński și de episcopul Petru Gherghel. La acest eveniment au mai participat episcopii Aurel Percă, Cornel Damian și Anton Coșa, eurodeputatul Bogdan Marcinkiewicz, președintele regiunii Rybnik, Damian Mrowiec, primarul orașului Rybnik, Wieslaw Janiszewski, reprezentantul Parlamentului Polonez, deputatul Henryk Siedlaczek, precum și oficialități locale. Cu acest prilej, episcopul Gherghel a spus următoarele: „Azi se împlinește aici un vis, o dorință a sfântului părinte Papa Ioan Paul al II-lea de a ajunge la Cacica. Dorința și-a manifestat-o de multe ori, iar așteptarea noastră a fost îndelungată”.
Statuia Papei Ioan Paul al II-lea este din bronz, are o înălțime de 2,2 metri și o greutate de 800 kg. Ea a fost realizată de o artistă poloneză și donată comunității din Cacica, de comunitatea din Rybnik (Voievodatul Silezia) cu care comuna suceveană este înfrățită.  Pe spatele soclului se află o placă de bronz cu următoarea inscripție în limba poloneză: „Mieszkancom gminy Kaczyka w dowód przyjażni powiat Rybnicki i gminy Czerwionka-Leszczyny, Gaszowice, Jejkowice, Lyski, Świerklany. Cacica 15.08.2010”, a cărei traducere în limba română este următoarea: „Locuitorilor comunei Cacica în semn de prietenie din partea regiunii (powiatului) Rybnick și a comunelor Czerwionka-Leszczyny, Gaszowice, Jejkowice, Lyski, Świerklany. Cacica 15.08.2010”.

## Preoți
La această biserică au slujit următorii preoți-parohi: 
- pr. Jakub Bogdanowicz (n. 1766 - d. 1843) - preot permanent (1794-1843)
- pr. Jan Rogalski (n. 1817 - d. 1873) - preot permanent (1843-1844)
- pr. Jerzy Mazanek (n. 1805 - d. 1863?) - paroh (1844-1863)
- pr. Michał Falkiewicz (n. 1814 - d. după 1868) - paroh (1863-1864)
- pr. Karol Szajer (n. 1812 - d. 1886?) - paroh (1864-1885)
- pr. Maurycy Kolankiewicz (n. 1844 - d. 1921, Siret) - A activat ca administrator parohial (1885-1887) și paroh la Cacica (1887-1902), apoi paroh la Siret (1902-1921). A fost înmormântat la Siret.
- pr. Wojciech Kułakowski (n. 1864 - d. ?) - paroh (1902)
- pr. Kasper Słomiński (n. 1869 - d. 1929) - paroh (1902-1906)
- pr. Wojciech Grabowski, CM (n. 1873, Michałkowice, Polonia - d. 19 iulie 1939, Cernăuți) - A absolvit școala primară, apoi a studiat la Seminarul Părinților Misionariști din Cracovia. În 1891 s-a alăturat Congregației Misionariștilor, fiind sfințit ca preot în 1898. A activat ca preot în satul Nowy Witków din sud-estul Poloniei (1898-1899), econom și prefect al Seminarului Arhidiecezan din Lemberg (1899-1902). În 1906 a fost numit administrator parohial la Cacica, rector al seminarului marian și superior al preoților misionariști, îndeplinind această funcție până în 1928. În anul 1926 a fost numit în funcția de vicar general al Bucovinei cu autoritate de ordinar, primind titlul de pronotar apostolic. A fost decorat de guvernul polonez cu Crucea de ofițer a Ordinului „Polonia Restituta”, această distincție fiindu-i înmânată de consulul general al Poloniei la Cernăuți, M. Uzdowski. În 1928 a fost numit vicevizitator misionarist polonez în România. A fost preot misionar la Cernăuți, Solonețu Nou, Hotin, Poiana Micului, Boian și Jadova. A murit la Cernăuți, fiind înmormântat în cimitirul din localitate.
- pr. Henryk Wochowski (n. 12 octombrie 1881, Silezia, Polonia - d. 26 martie 1946, Cacica) - A activat ca preot misionar la Cacica (1906-1911) și la Solonețu Nou (septembrie 1911 - 1924), apoi paroh la Solonețu Nou (1924-1928) și la Cacica (1928- 26 martie 1946). A fost înmormântat la Cacica, inițial lângă biserică, iar astăzi mormântul său se află în noul cimitir parohial.
- pr. Józef Chachuła (Iosif Chachula) (n. 19 martie 1911, Solonețu Nou, județul Suceava - d. 27 septembrie 1967, Cacica) - A fost sfințit ca preot în 1938, la Cracovia (Polonia). A activat ca paroh la Siret (1943-1944) și apoi la Cacica (1946 - 27 septembrie 1967), păstorind în paralel și comunitatea din Solonețu Nou. A fost înmormântat la Solonețu Nou.
- pr. Cazimir Cotolevici (Kazimierz Kotylewicz) (n. 11 februarie 1926, Stârcea, județul Bălți, azi în Republica Moldova) - A absolvit Școala generală de 7 clase la Glodeni (1939), liceul la Iași (1948) și Institutul Teologic din Alba-Iulia (1954). A fost sfințit preot la 8 decembrie 1954, la Oradea, de către episcopul Ștefan Fiedler. A activat ca vicar la Gherăești (1 iulie 1955 - 1 februarie 1956), Siret (1 februarie - 1 octombrie 1956), Oituz (1 octombrie 1956 - 15 octombrie 1958) și Cacica (15 octombrie 1958 - 1 ianuarie 1960), administrator parohial la Oituz (1 ianuarie 1960 - 3 martie 1962), paroh la Ploscuțeni (3 martie 1962 - 3 martie 1964), vicar la Huși (3 martie - 3 octombrie 1964), paroh la Nicolae Bălcescu (3 octombrie 1964 - 1 noiembrie 1966), Găiceana (1 iulie 1966 - 1 decembrie 1967), Cacica (1 decembrie 1967 - 1 martie 1968) și Solonețu Nou (1 martie 1968 - 6 august 1989), apoi preot pensionar colaborator la Poiana Micului (6 august 1989 - 31 august 2003) și preot emerit la Oituz (1 septembrie 2003-). A ieșit la pensie la 23 mai 1986.
- pr. Grigore Duma (n. 10 februarie 1939, Valea Mare, județul Bacău) - A absolvit Școala generală de 7 clase la Valea Mare (1952), Școala Profesională Letea din Bacău (1955), Școala de Cantori la Iași (1958) și Institutul Teologic din Iași (1964). A fost sfințit preot la 29 iunie 1964, la Alba Iulia, de către episcopul Áron Márton. A activat ca vicar la Oituz (1964-1968), paroh la Cacica (1968-1973), prefect la Institutul Teologic din Iași (1973-1980), secretar al Episcopiei de Iași (1980-1981), prefect la Seminarul din Iași (1981-1982), secretar al Episcopiei de Iași (1982-1983), paroh la Răducăneni (33 de zile în anul 1983), preot asistent (15 iunie 1983 – 11 septembrie 1984) și paroh la Parohia "Sf. Elena” din Cleveland, statul Ohio, SUA (11 septembrie 1984 - 30 noiembrie 1990), vicar general al Episcopiei de Iași (1 decembrie 1990 – 14 mai 1994), rector la catedrala "Sf. Gheorghe" din Canton, statul Ohio, SUA (15 mai 1994 – 14 octombrie 1998), cancelar la Episcopia de Iași (15 octombrie 1998 – 1 iunie 2005), administrator la Cârlibaba (2005-2006), rector la Catedrala "Sf. Gheorghe" din Canton, statul Ohio, SUA (1 aprilie 2006-). A fost pensionat în anul 2003.
- pr. Ioan Ciceu (n. 8 octombrie 1941, Faraoani, județul Bacău - d. 26 noiembrie 2002, Iași) - A urmat clasele primare în localitatea natală, ciclul II la Valea Mare și apoi, în 1965, a fost admis la Seminarul Liceal Catolic din Alba-Iulia. Transferat la Iași, a obținut diploma de bacalaureat și în anul 1959 a intrat la Seminarul Romano-Catolic din Iași. A fost sfințit preot la 29 iunie 1965, la Alba-Iulia, de către episcopul Áron Márton. A activat ca vicar parohial la Răchiteni (1 martie 1966 - 1 iulie 1967) și Lespezi (1 iulie 1967 – 16 martie 1973), paroh la Cacica (16 martie 1973 - 1 decembrie 1978) și Frumoasa (1 decembrie 1978 – 26 noiembrie 2002). A făcut parte din Consiliul Prezbiteral, a fost decan de Piatra (1991-1996) și președinte al Organizației Kolping Moldova (1997-2002). A fost înmormântat la Faraoani.
- pr. Ioan Pârțac (n. 24 iunie 1927, Răchiteni, județul Iași - d. 17 aprilie 1996, Cacica) - A urmat cursurile seminariilor din Iași și din Alba-Iulia, fiind hirotonit preot la 8 decembrie 1954, la Oradea, de către episcopul Ștefan Fiedler. A activat apoi ca vicar în parohiile Văleni, Luizi-Călugăra și Bacău (1955-1957), iar în următorii doi ani în Parohia Iași. La 10 aprilie 1959 a fost numit secretar la Institutul Teologic din Iași, decizia nemaifiind aplicată deoarece, în noaptea de 20 spre 21 mai 1959 a fost arestat de Securitate. A fost acuzat că a desfășurat activități "dușmănoase" împotriva regimului comunist, fiind condamnat prin Sentința nr. 427 din 22 iulie 1959 la opt ani de închisoare corecțională pentru "răspândire de publicații interzise". Sentința a rămas definitivă după ce Tribunalul Militar al Regiunii a II-a Militare București, prin Decizia nr. 2283 din 1 septembrie 1959, i-a respins recursul. A fost încarcerat pentru executarea pedepsei la Penitenciarul Iași, dar prin Decretul nr. 411/1964 a fost grațiat de restul pedepsei, fiind pus în libertate. După eliberare, a activat ca paroh la Hălăucești (1964-1965), Săbăoani (1965-1972), Huși (1972-1978) și la Cacica (1 decembrie 1978 - 17 aprilie 1996). A fost înmormântat la Cacica.
- pr. Iulian-Eugen Kropp (n. 29 aprilie 1960, Rădăuți, județul Suceava) - A absolvit Școala generală de 8 clase la Rădăuți (1975), Liceul "Eudoxiu Hurmuzachi" din Rădăuți (1977), Școala de Cantori la Iași (1979) și Institutul Teologic din Iași (1986). A fost sfințit preot la 29 iunie 1986, la Iași, de către arhiepiscopul Ioan Robu. A activat ca vicar la Suceava (1-31 august 1986), Pildești (1 septembrie 1986 - 19 august 1987) și din nou la Suceava (20 august - 31 decembrie 1987), paroh la Siret (1 ianuarie 1988 - 10 februarie 1992), preot colaborator la Chișinău, Republica Moldova (11 februarie - aprilie 1992), Bălți, Republica Moldova (mai 1992 - 31 iulie 1993), paroh la Ciugheș (1 august 1993 - 30 aprilie 1996), Cacica (1 mai 1996 - 16 august 2001) și Solonețu Nou (16 august 2001 - 31 iulie 2005), responsabil al Oficiului Diecezan pentru Pelerinaje (1 iunie 2005 -), paroh la Târgu Frumos (1 august 2005 – 1 septembrie 2010) și Răducăneni (1 septembrie 2010-).
- pr. Alexandru Suceu, OFMConv. (n. 9 septembrie 1943, Buruienești, județul Neamț - d. 23 iulie 2011, București) – A urmat școala primară și clasa a V-a la Buruienești (1950-1955), clasele VI-VIII la Tămășeni (1955-1957, apoi a studiat la Școala de Cantori din Iași (1958-1962) și la Institutul Teologic din Iași (1962-1968). A fost sfințit preot la 15 august 1968, la Iași, de către episcopul Petru Pleșca. A intrat în Ordinul Fraților Minori Conventuali, făcând profesiunea simplă la 8 decembrie 1984 și profesiunea solemnă în anul 1987. A activat ca vicar la Bacău (1969-1974, 1977-1979), paroh la Berzunți (1974-1977), Răducăneni (1979-1983), Cireșoaia (1983-1987) și București-Bărăția (1987-1990). A urmat studii la Roma (1990-1992) și a obținut masteratul în cristologie. După revenirea din Italia, a fost profesor de teologie și filozofie (1992-2003) și rector la Institutul Teologic Franciscan din Roman (1992-1996), precum și director național al Asociației Armata Maicii Domnului cu sediul la Roman (2000-2003). În paralel, a activat ca paroh la Hălăucești (1 septembrie 1996 - 10 septembrie 2000), preot la Conventul Franciscan din Roman (2000-2001), paroh și rector al sanctuarului marian din Cacica (16 august 2001 - 20 ianuarie 2002), paroh la Nisiporești (2002-2003) și la Postulandatul din Huși-Corni (2003). A fost numit apoi administrator parohial la Bârlad (17 decembrie 2003 - 1 septembrie 2009). În toamna anului 2009 s-a retras la casa părintească din Buruienești pentru a-și îngriji sănătatea. A murit la Spitalul "Matei Balș" din București și a fost înmormântat la Buruienești.
- pr. Romuald Bulai, OFMConv. (n. 19 iunie 1974, Tămășeni, județul Neamț) - A absolvit Școala generală de 8 clase la Tămășeni (1988), Liceul Seminarial Franciscan din Roman (1992) și Institutul Teologic Franciscan din Roman (1997). A fost sfințit preot la 15 iulie 1998, la Roman, de către episcopul Petru Gherghel. A activat ca formator și secretar la Seminarul Liceal Franciscan Roman (1996-2000), vicar la Parohia "San Pio X", Italia (2000-2002) și paroh la Cacica (20 ianuarie 2002 - ).

## Imagini

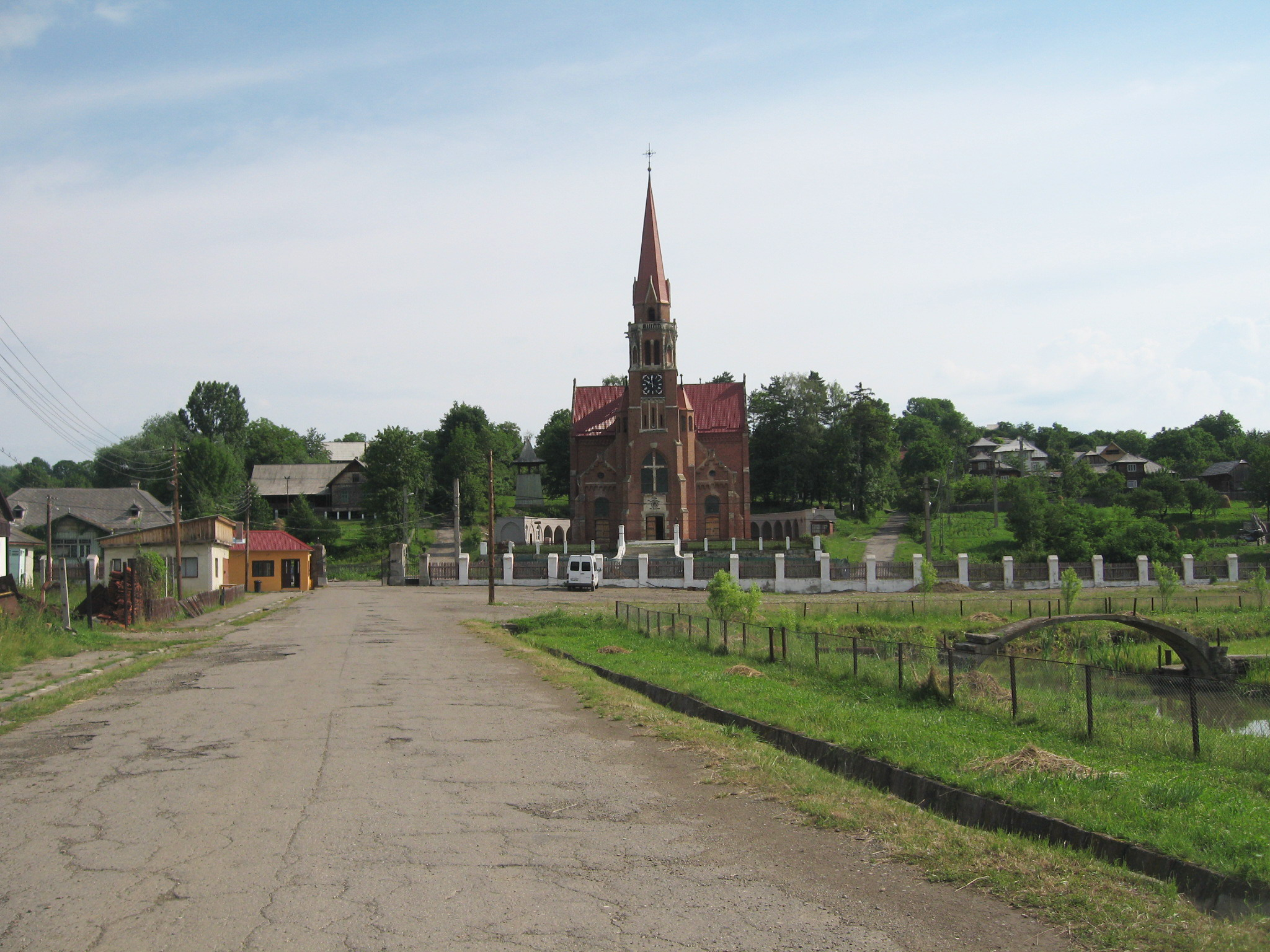
Vedere a bisericii din curtea Salinei
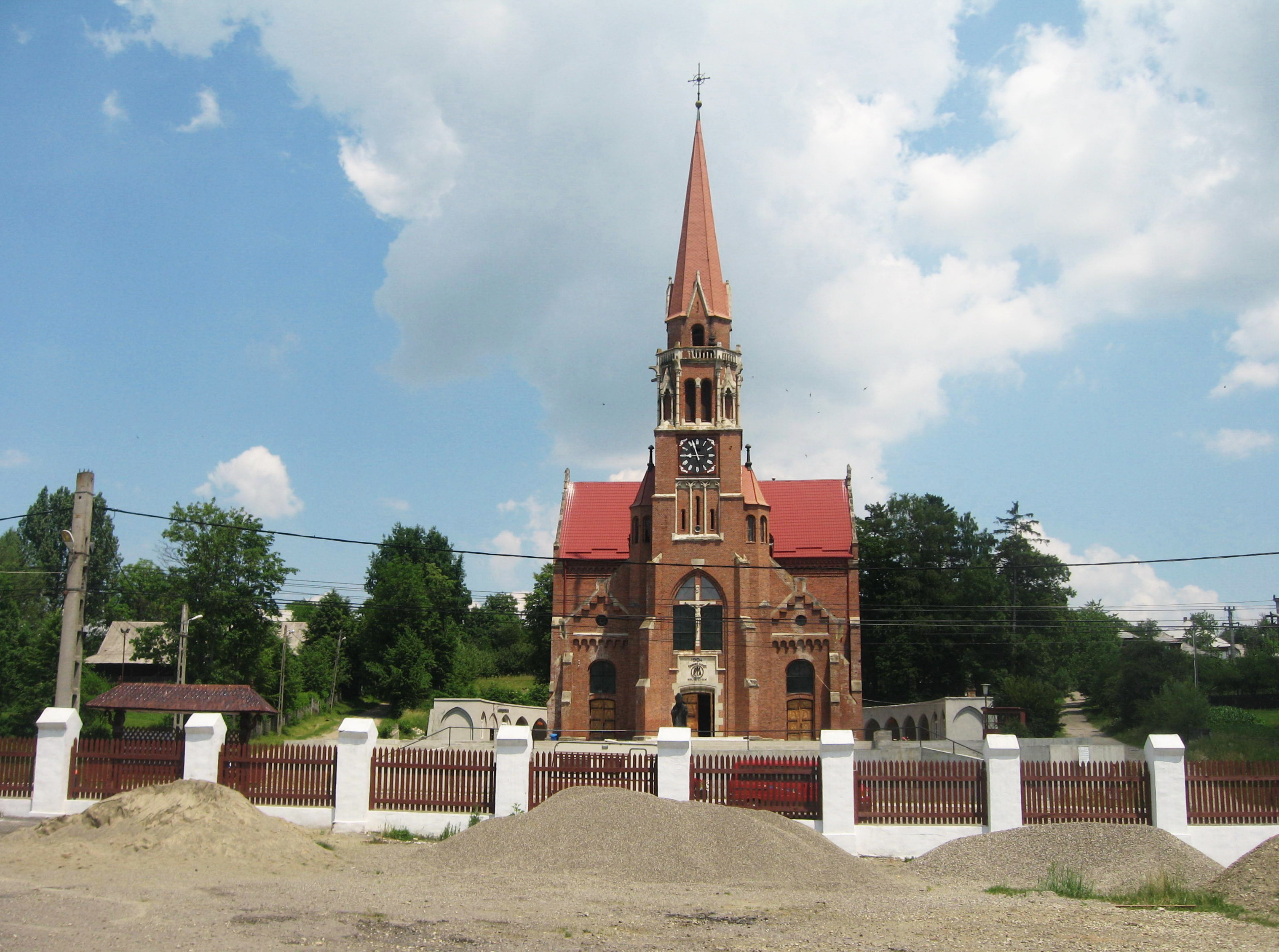
Vedere a bisericii din curtea Salinei
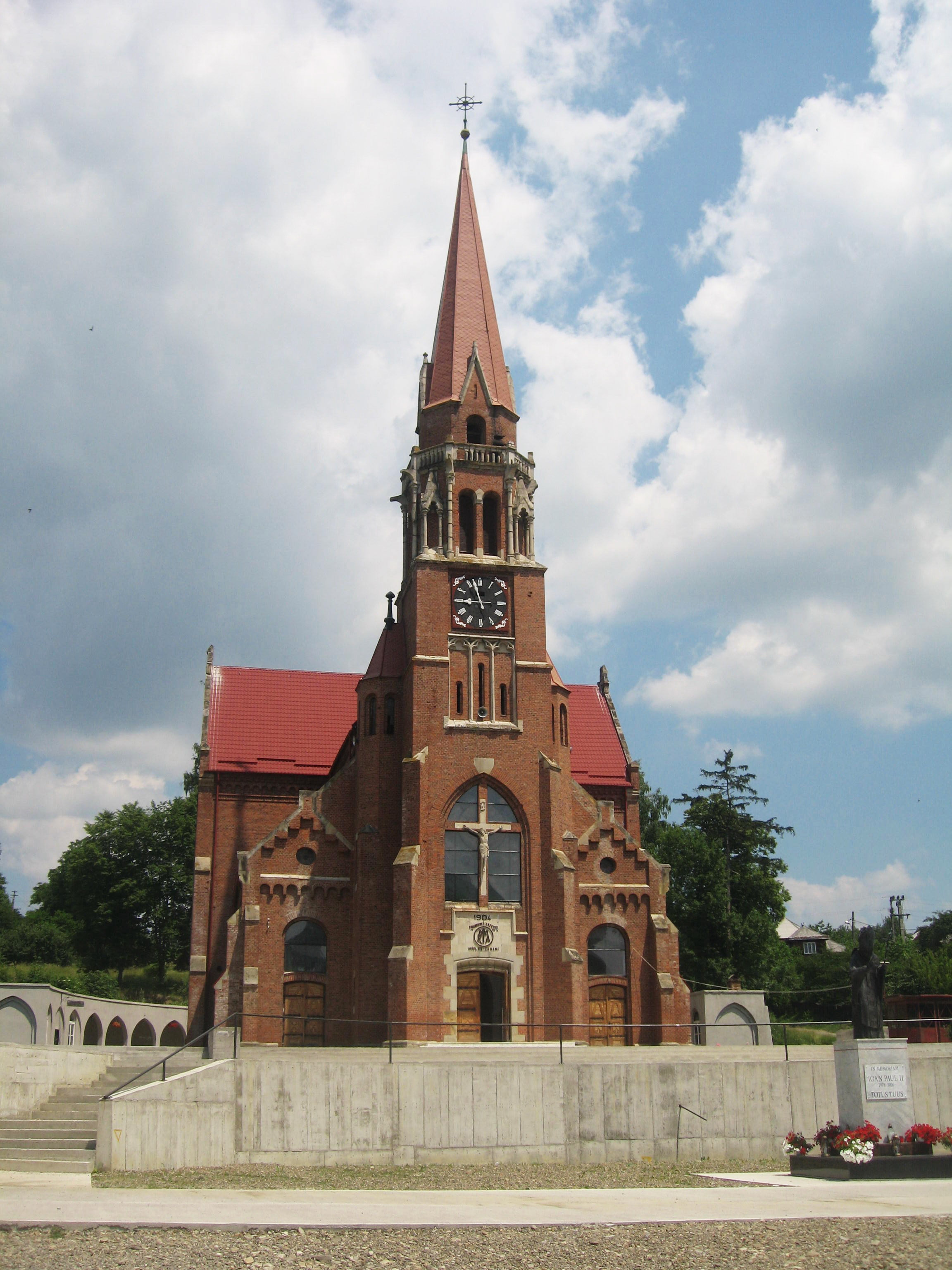
Biserica şi statuia Papei Ioan Paul al II-lea
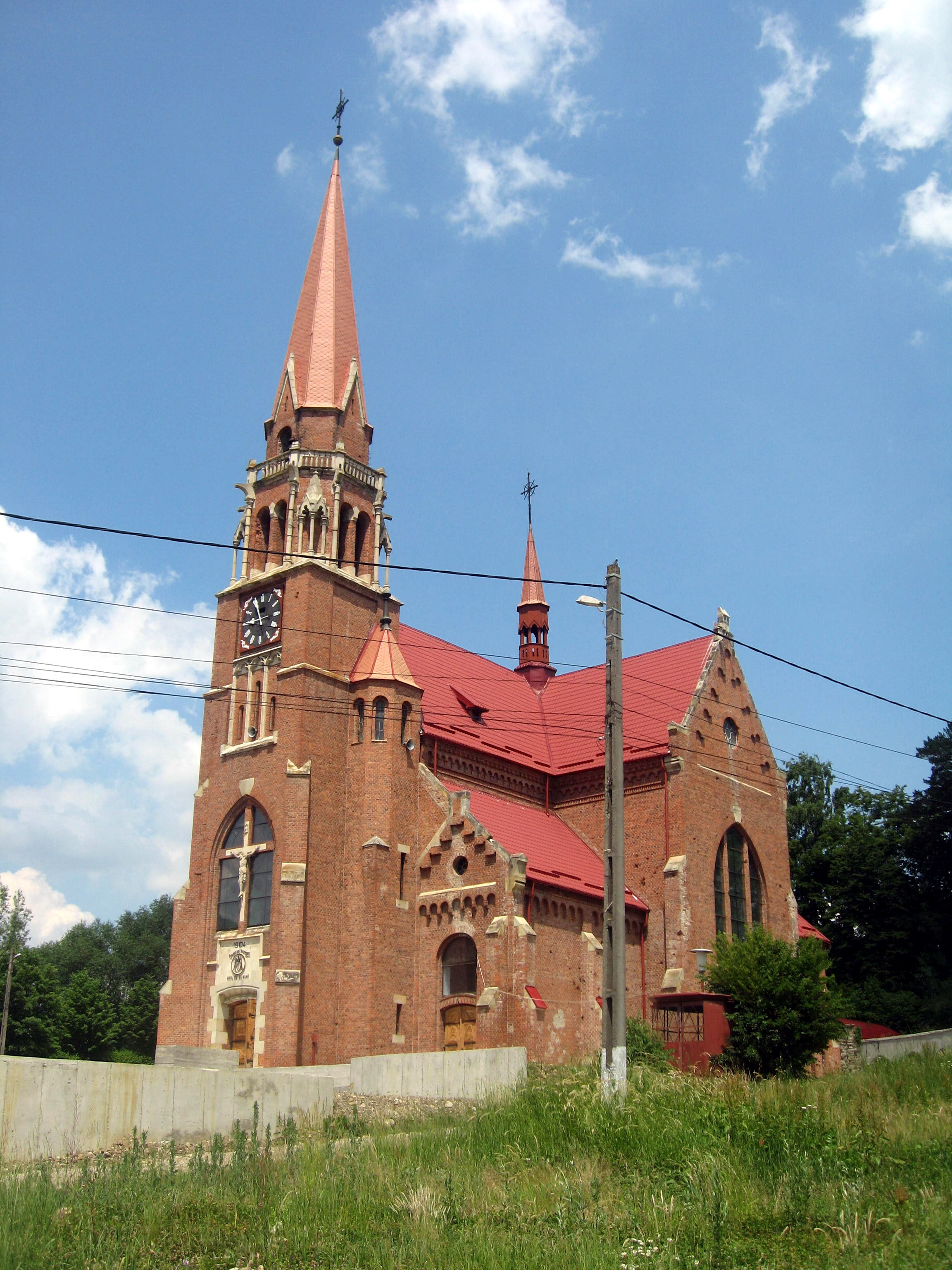
Vedere laterală a bisericii
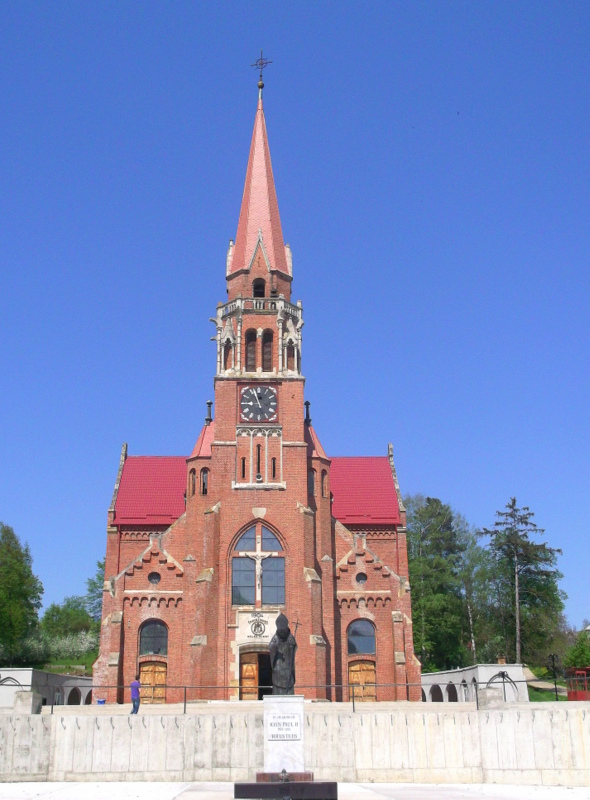
Biserica şi statuia Papei Ioan Paul al II-lea
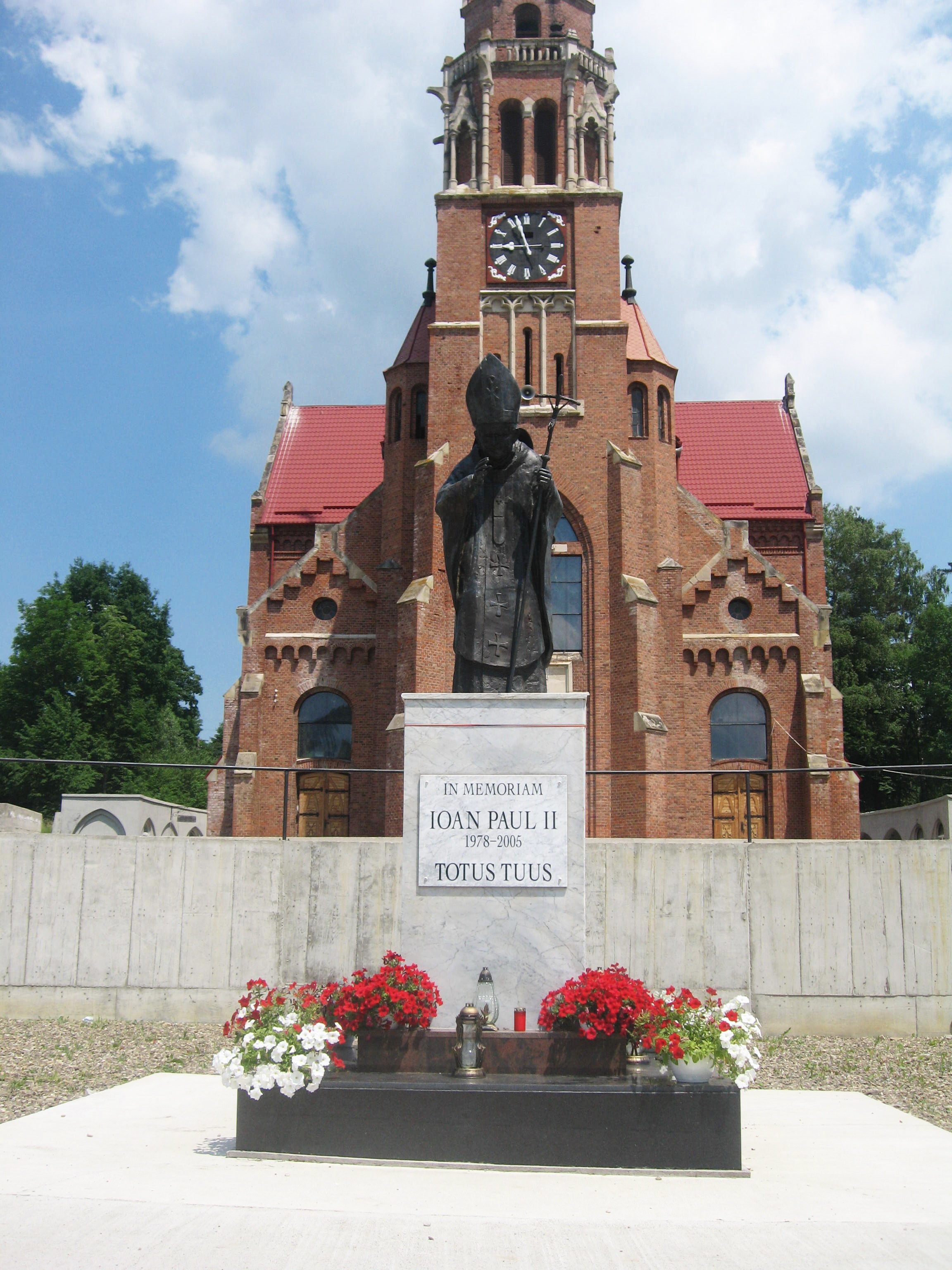
Biserica şi statuia Papei Ioan Paul al II-lea
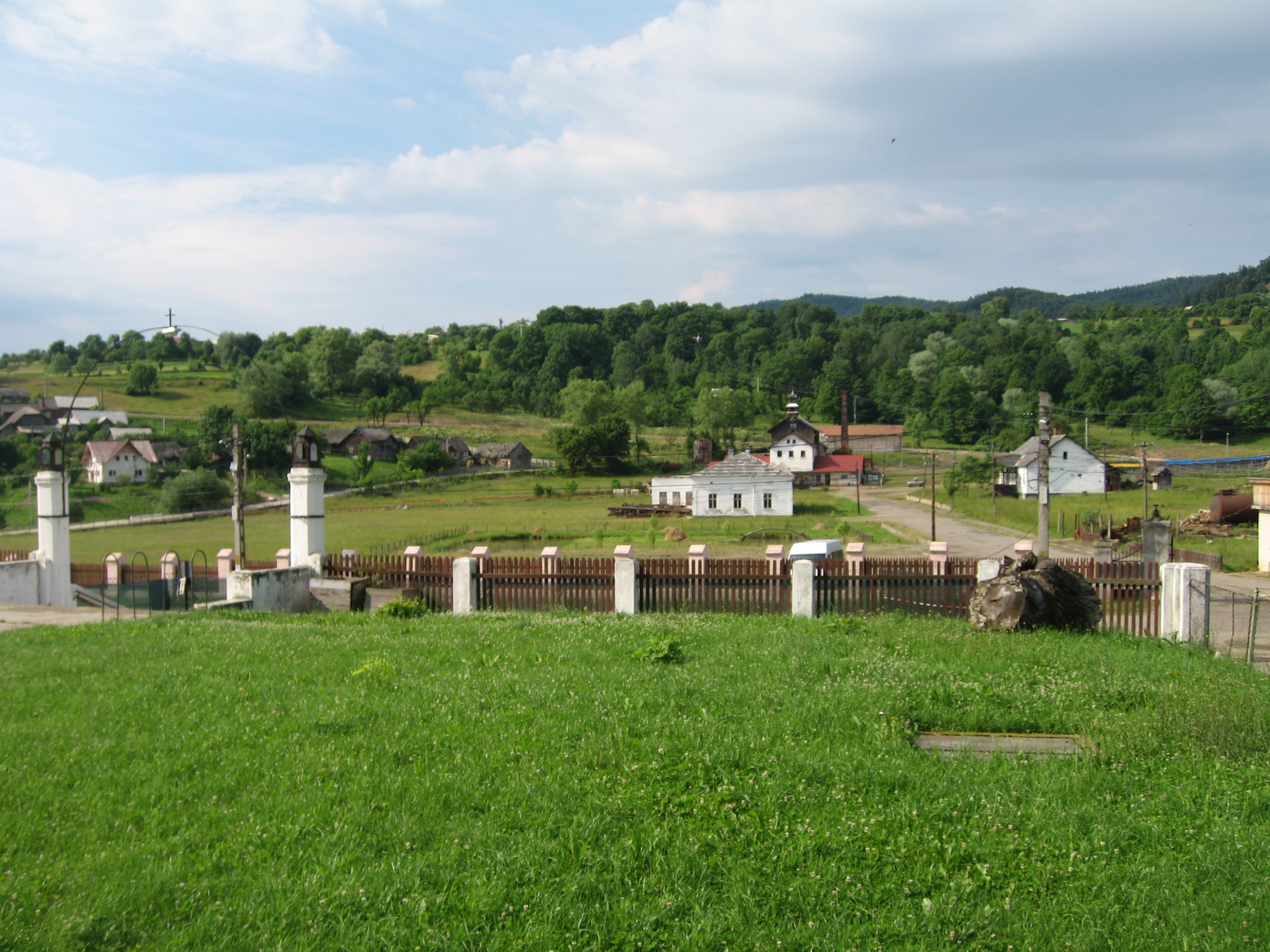
Privire de pe platoul bisericii. În faţă este Salina Cacica.
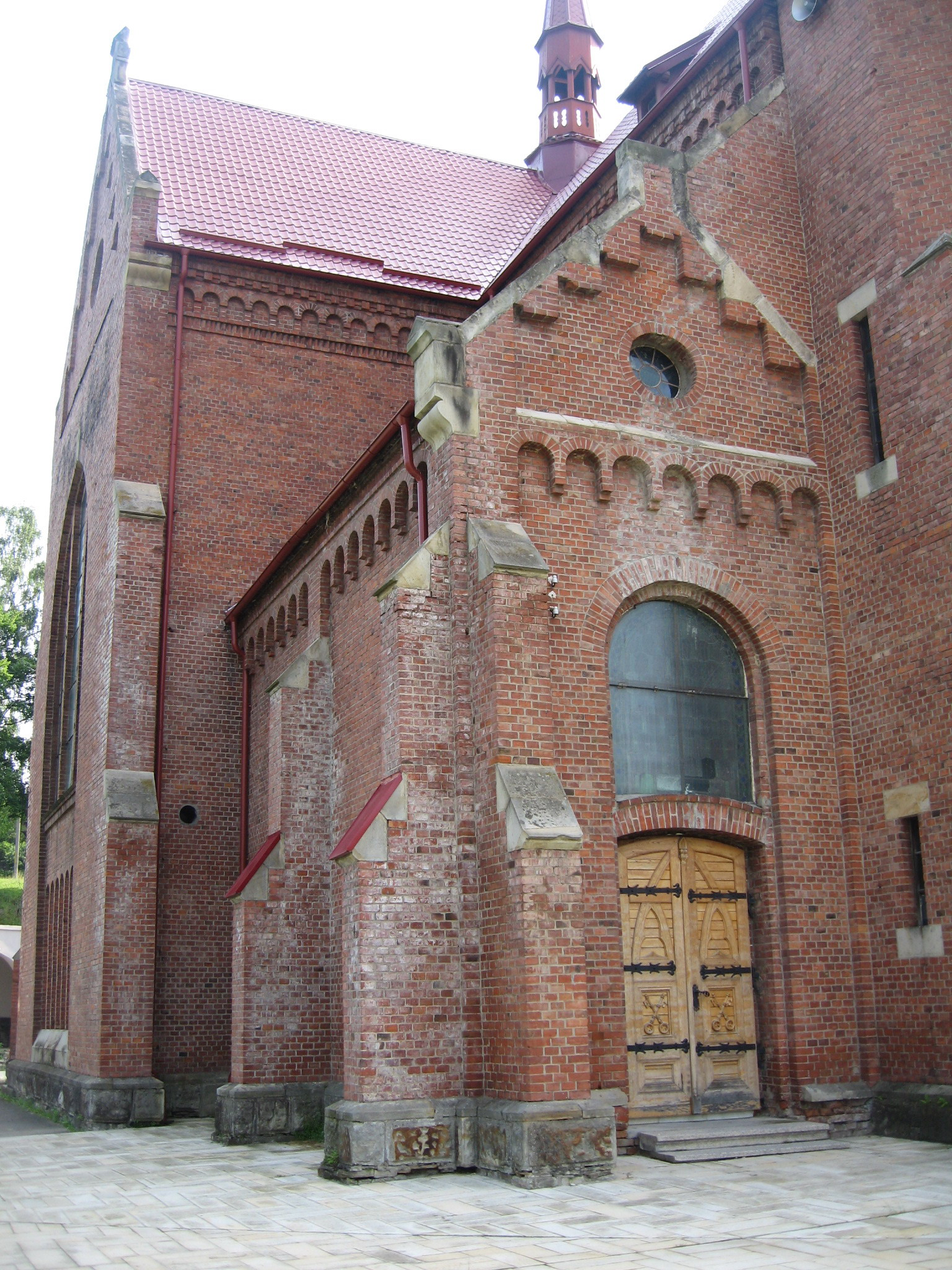
Vedere laterală a bisericii
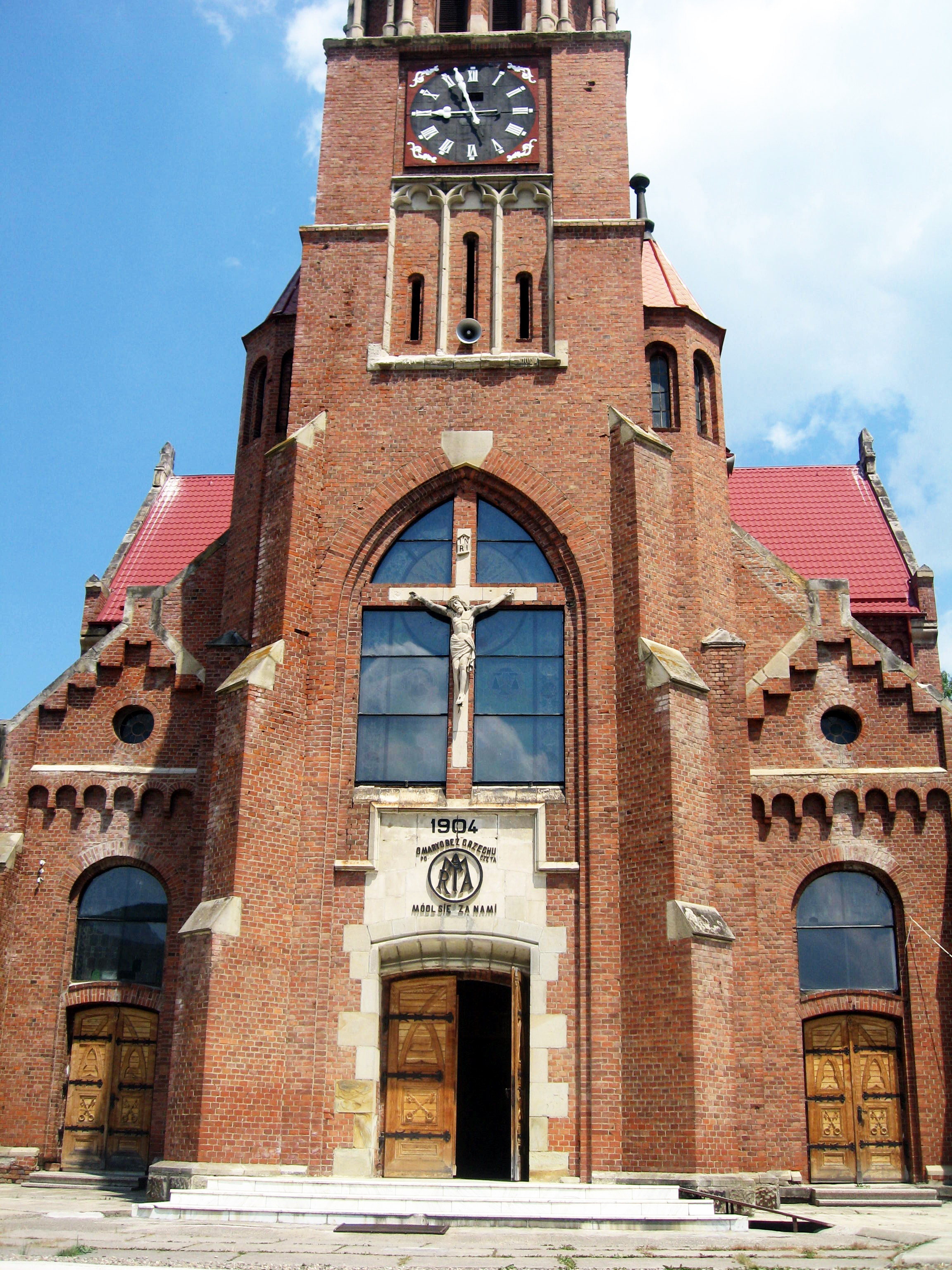
Intrarea în biserică
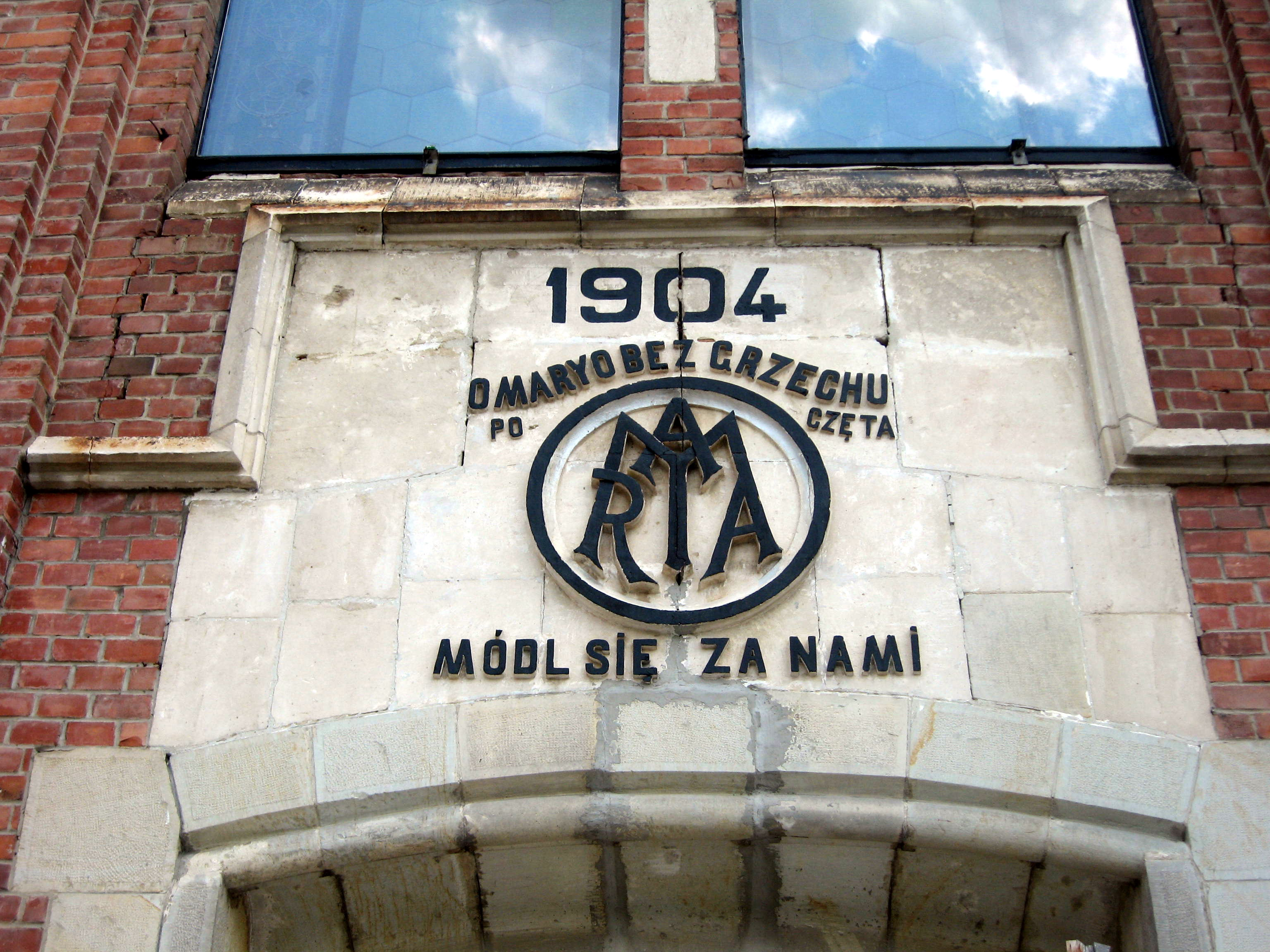
Inscripţia de deasupra intrării
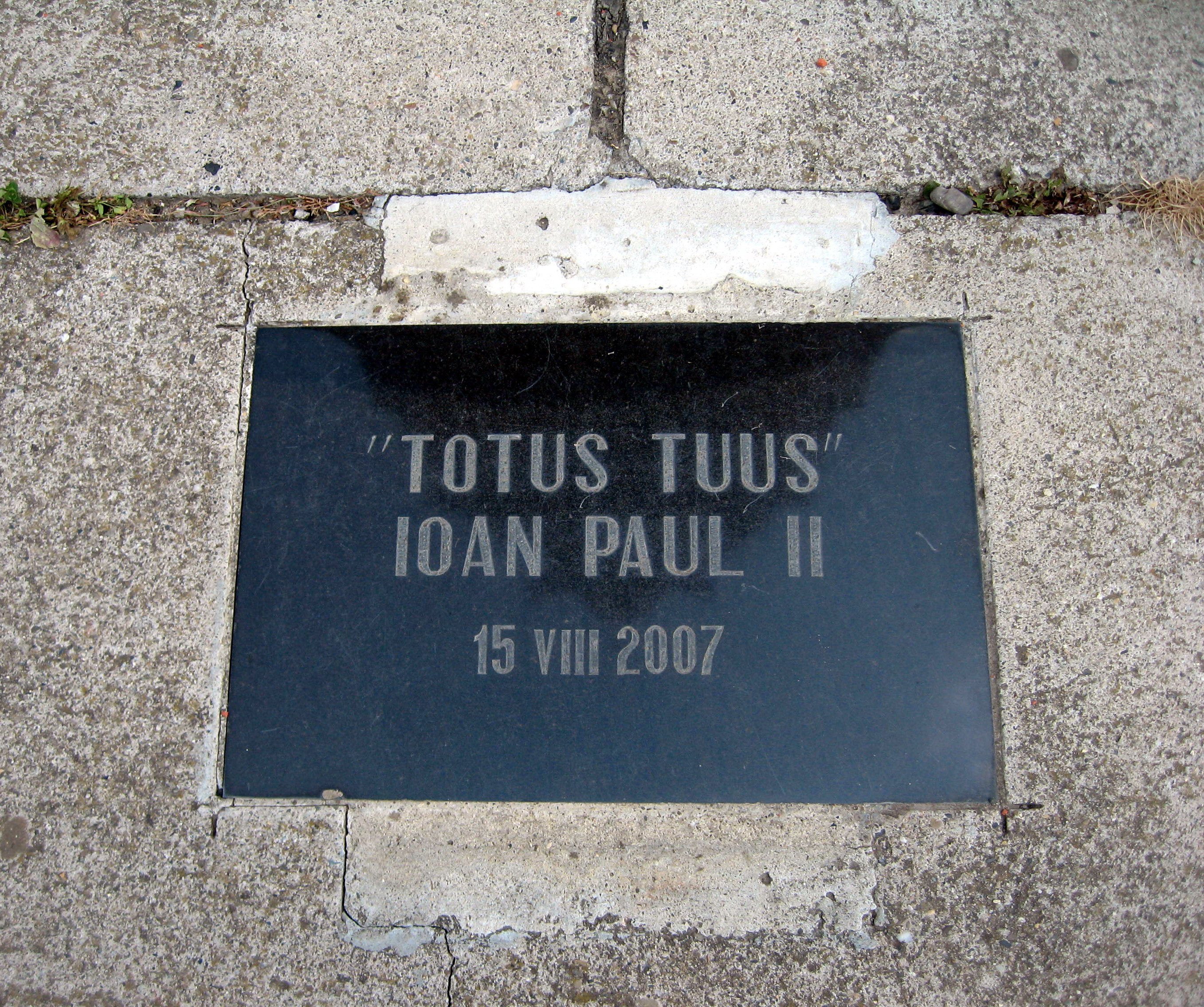
Placă în faţa intrării în biserică
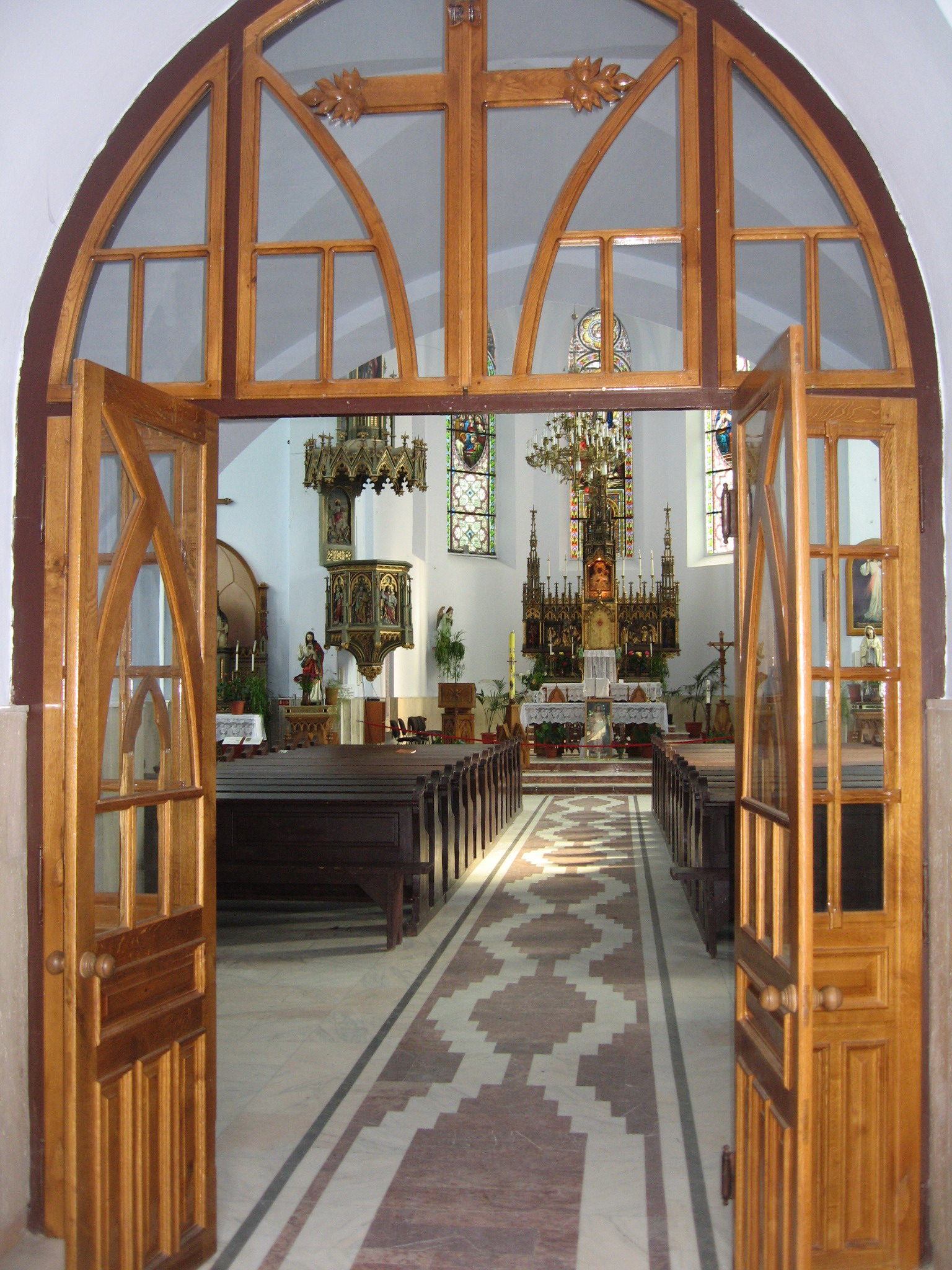
Intrarea în biserică
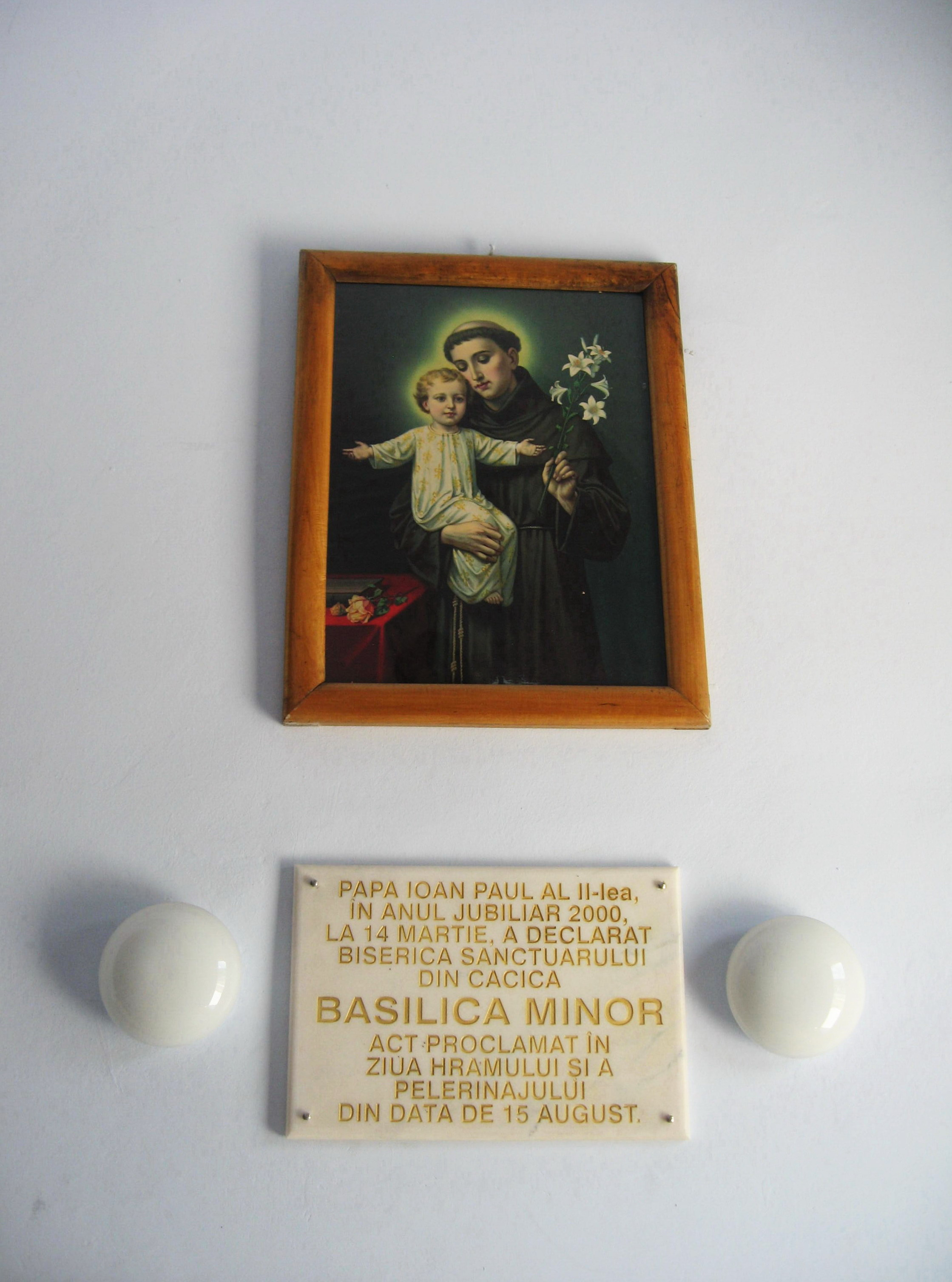
Placă de marmură cu inscripţia care atestă proclamarea bisericii ca Basilica Minor
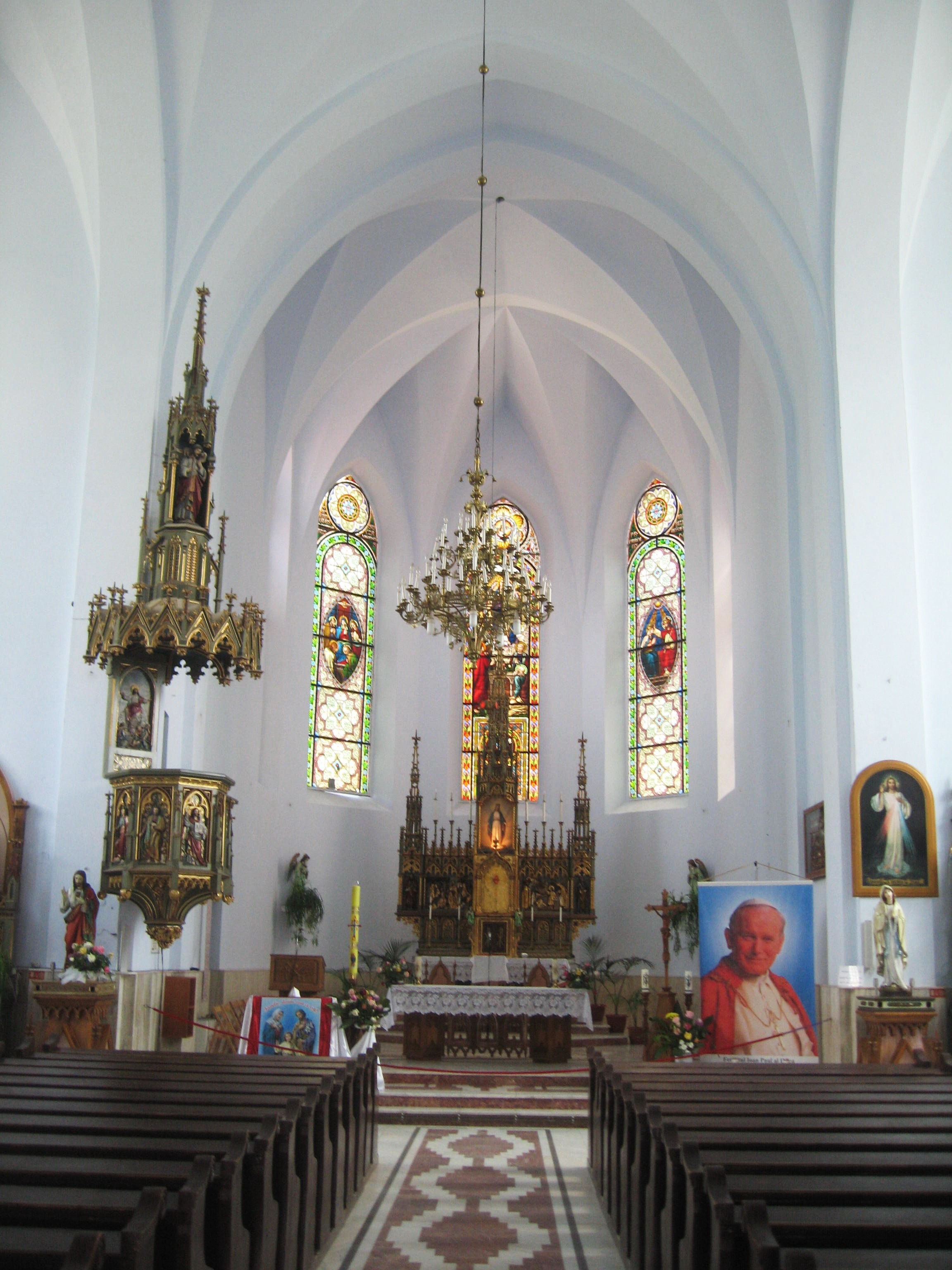
Interiorul bisericii
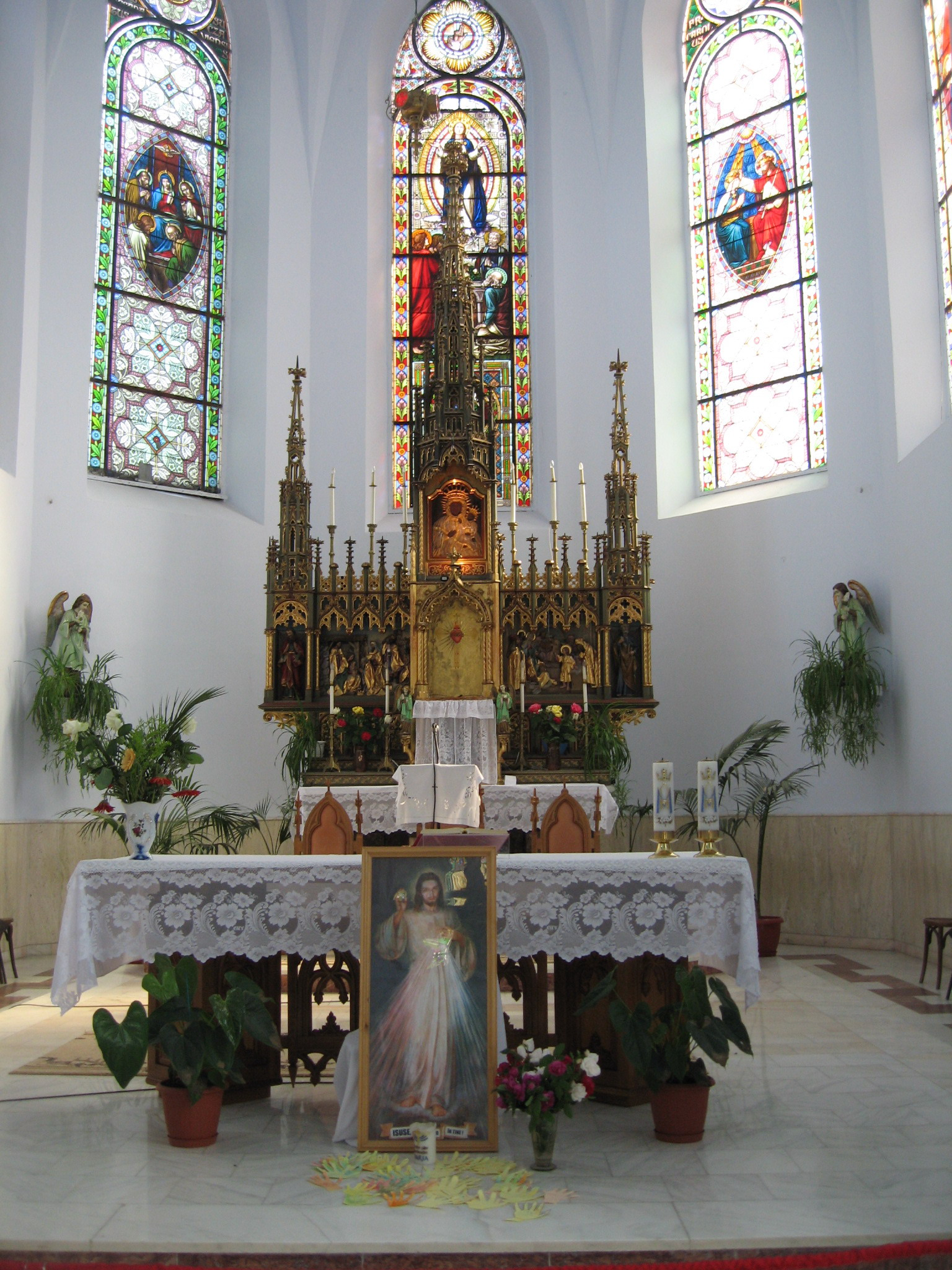
Altarul central. Se observă Icoana Madona Neagră
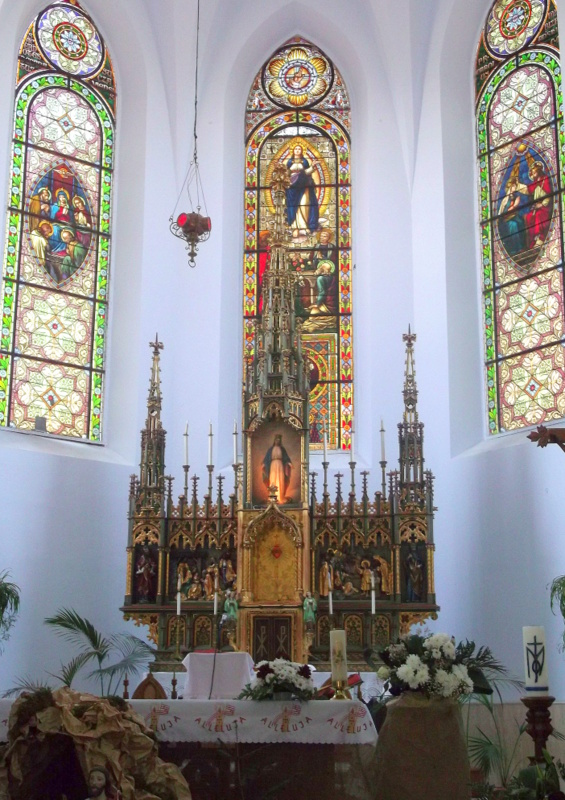
Altarul central
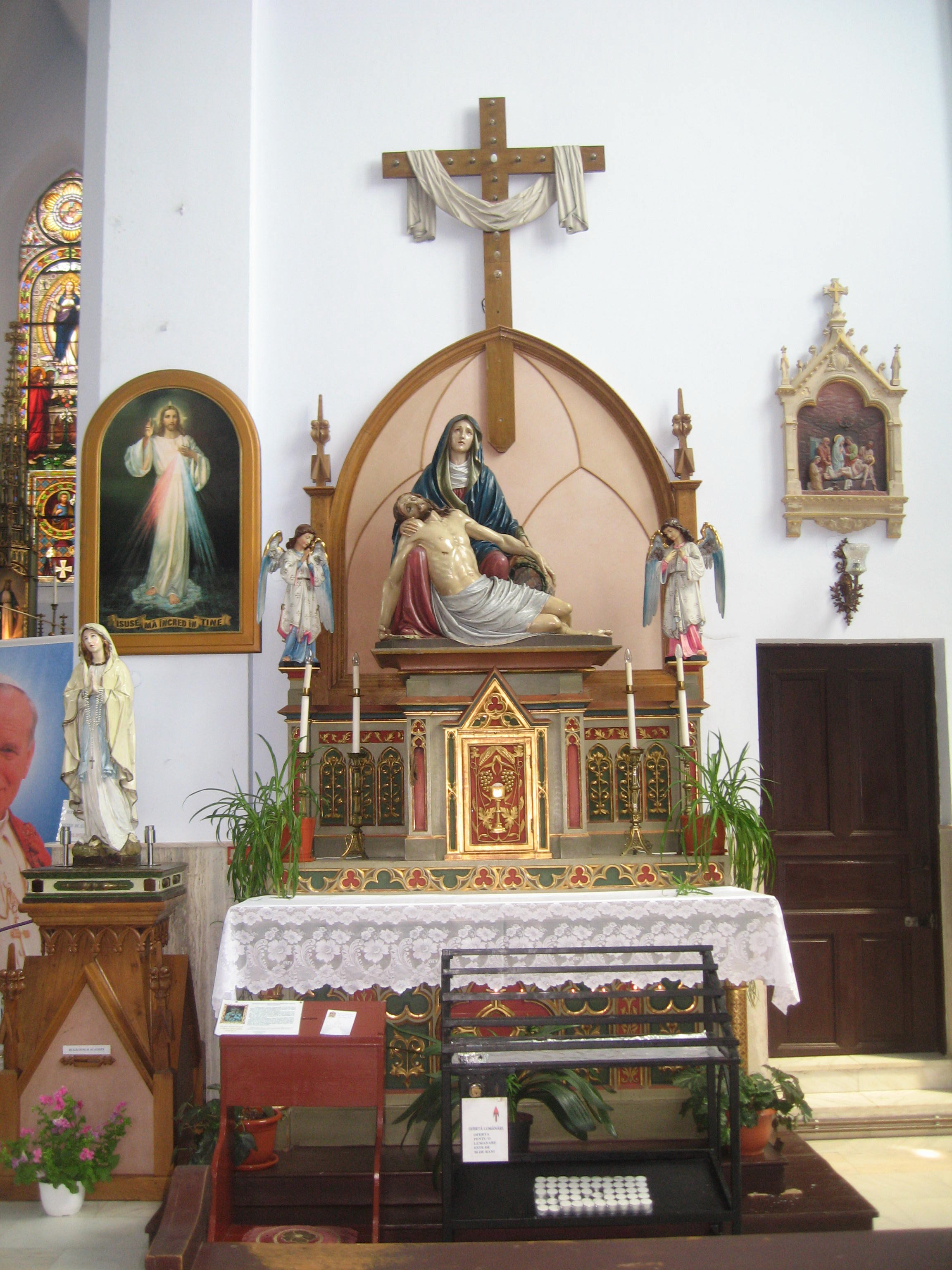
Altarul din dreapta care reprezintă "Pieta"
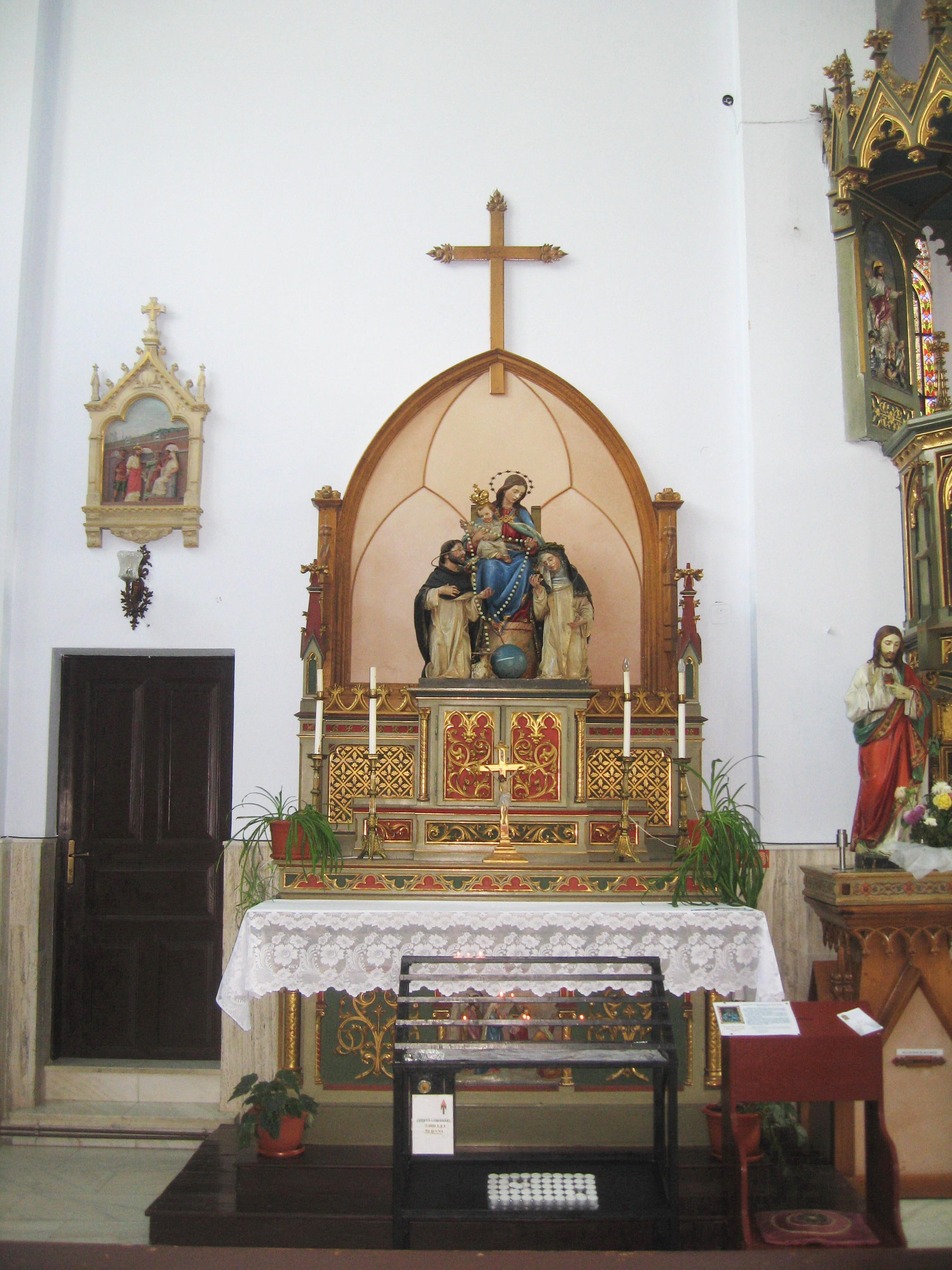
Altarul din stânga care o reprezintă pe Preasfânta Fecioară Maria ca "Regina Cerului şi a Pământului"
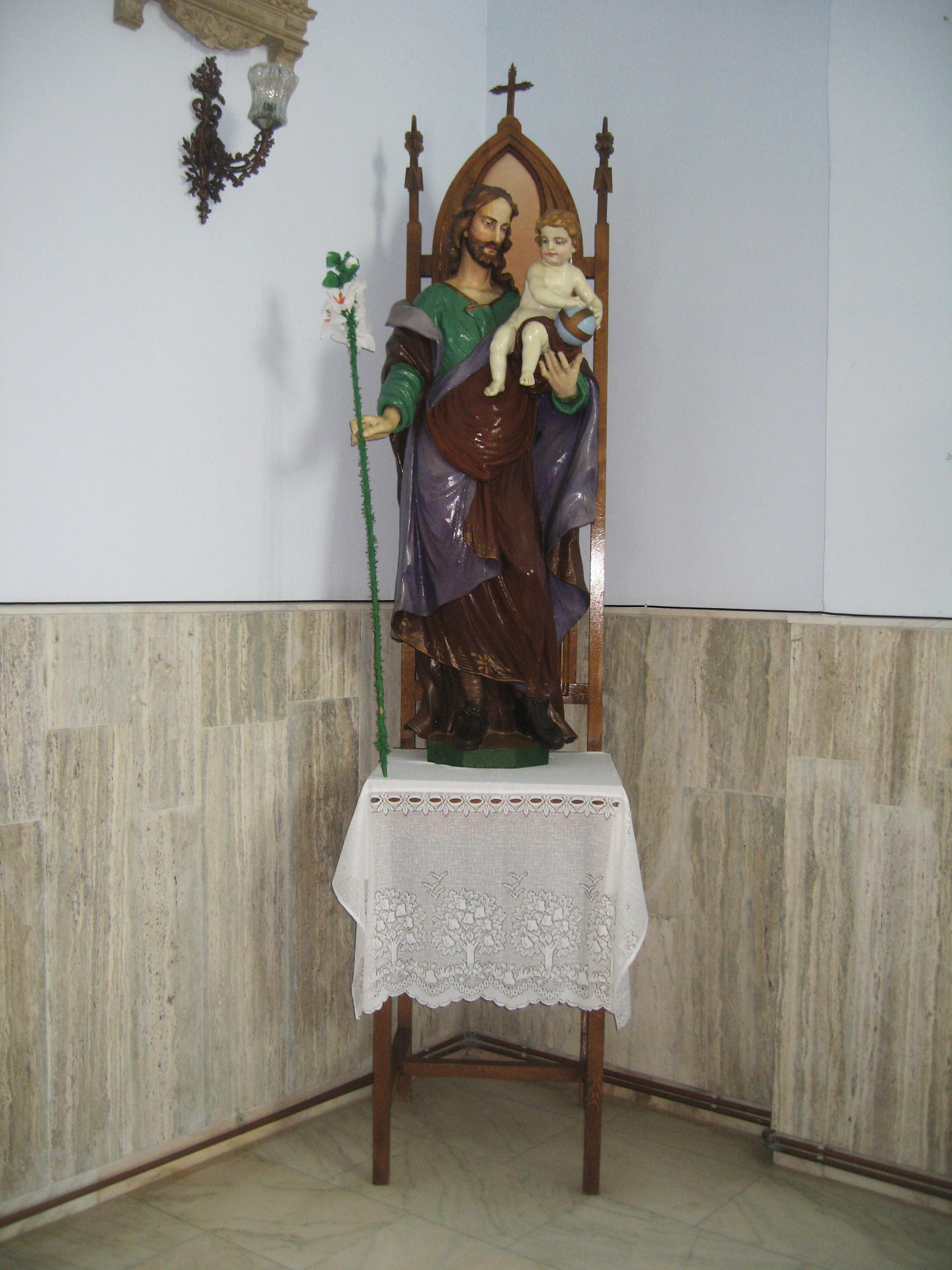
Statueta Sf. Iosif cu Isus în braţe
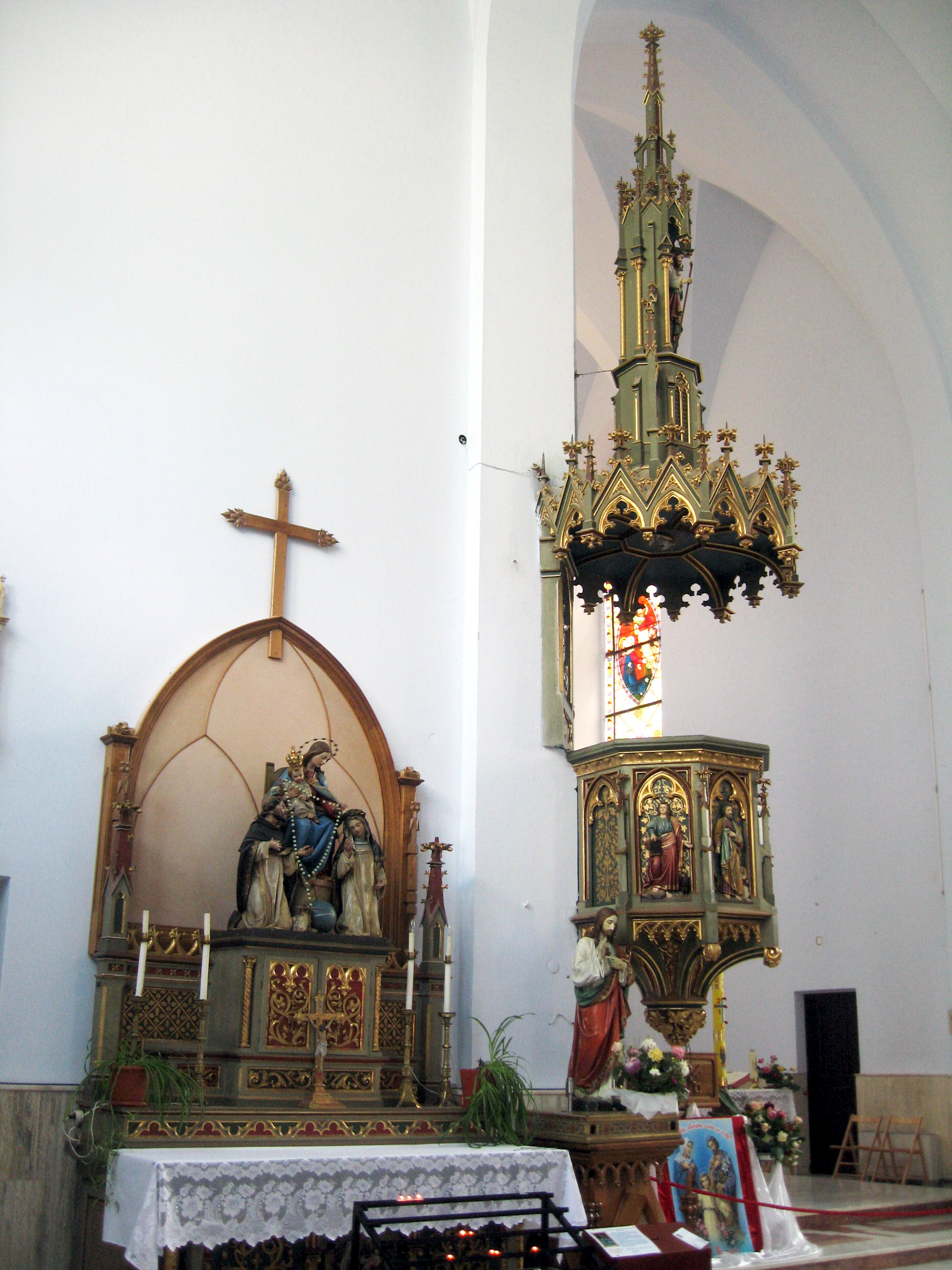
Amvonul
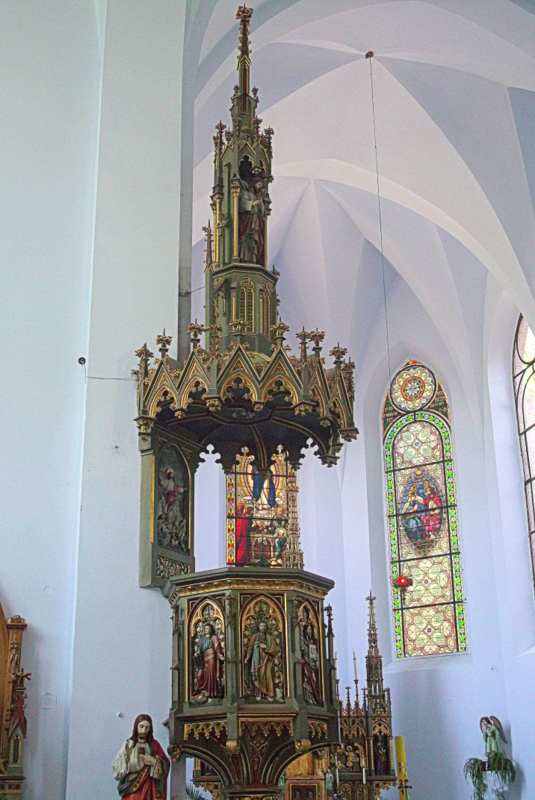
Amvonul
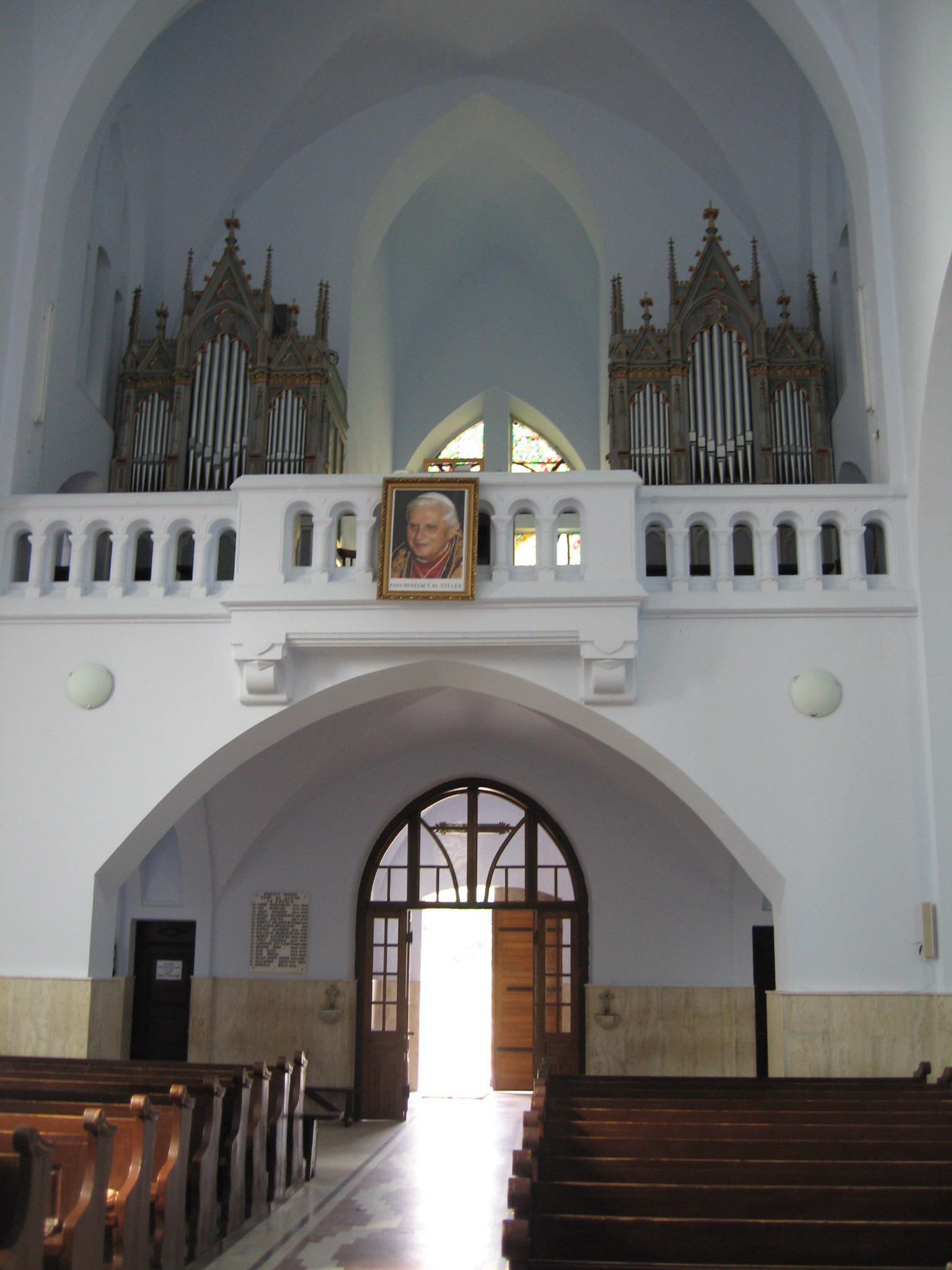
Corul cu orga
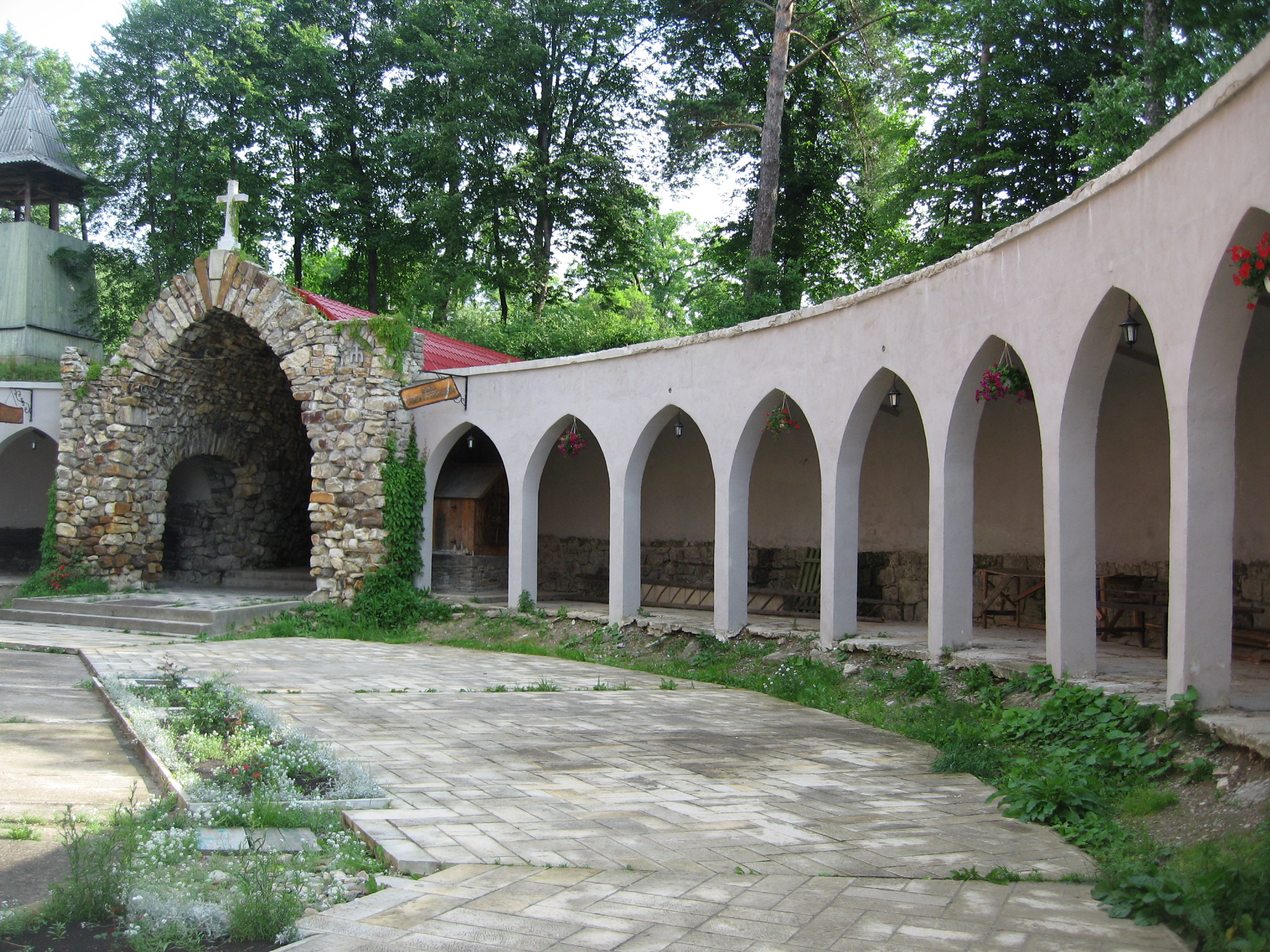
Grota Lourdes
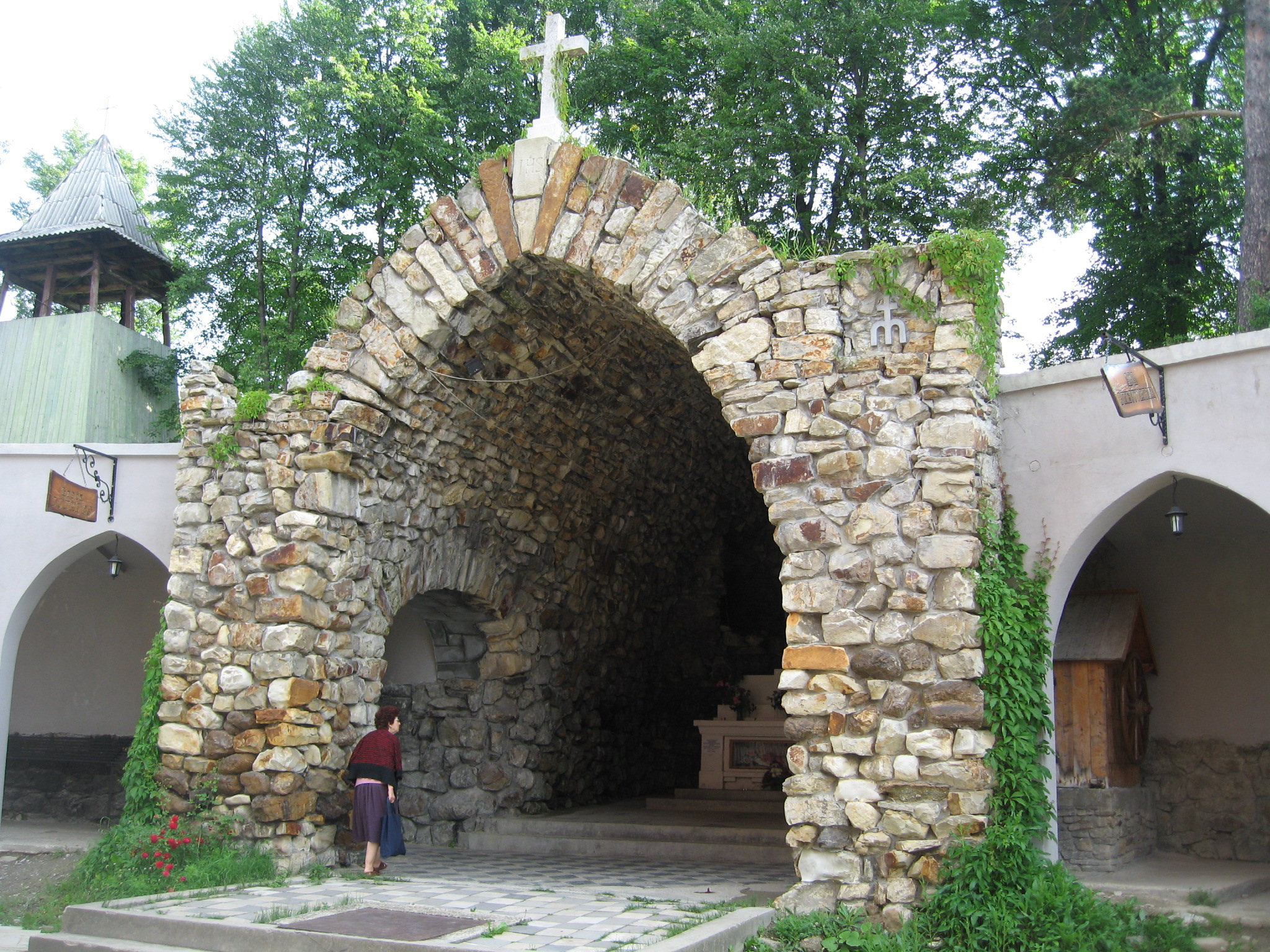
Grota Lourdes
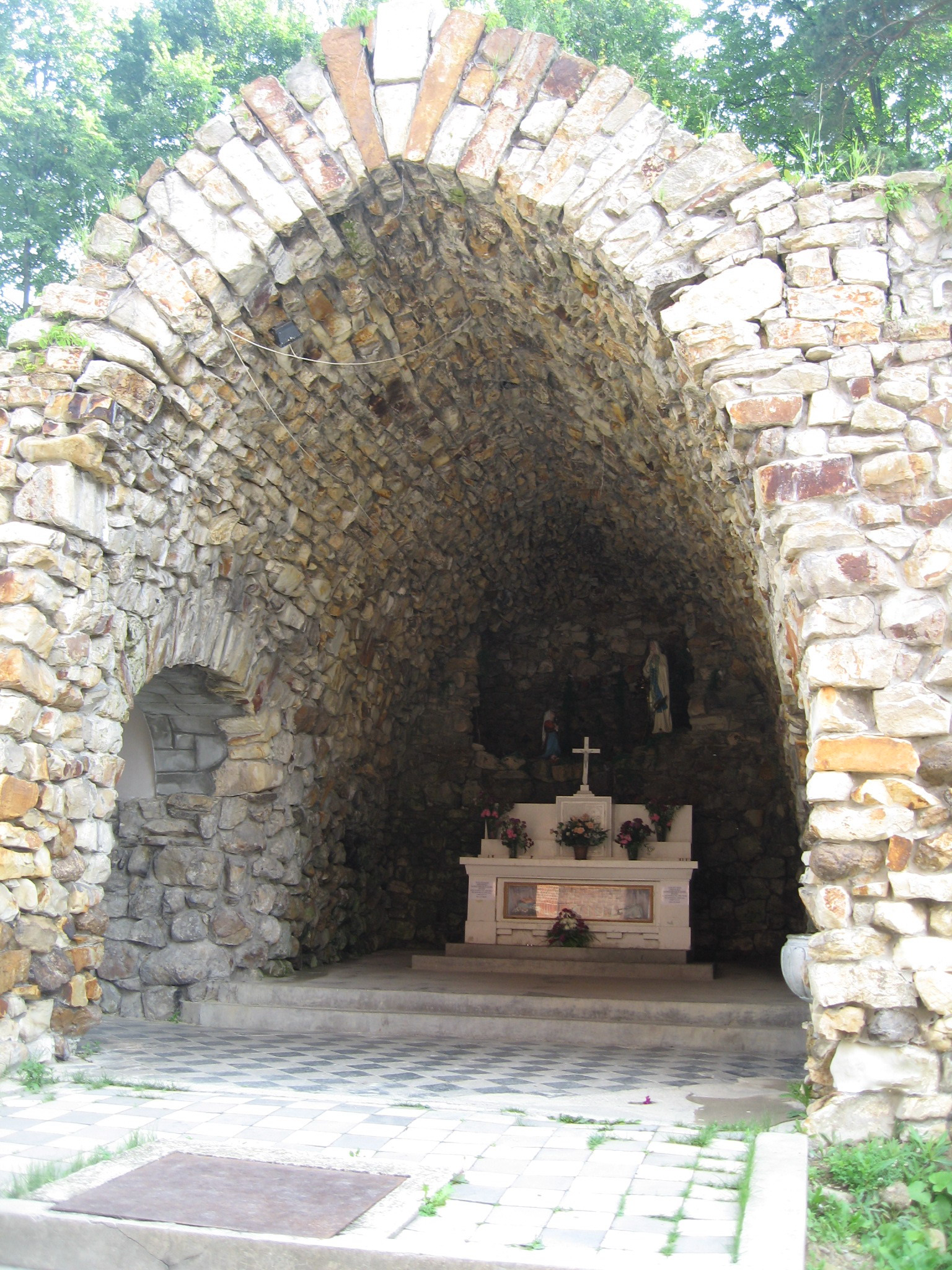
Interiorul grotei
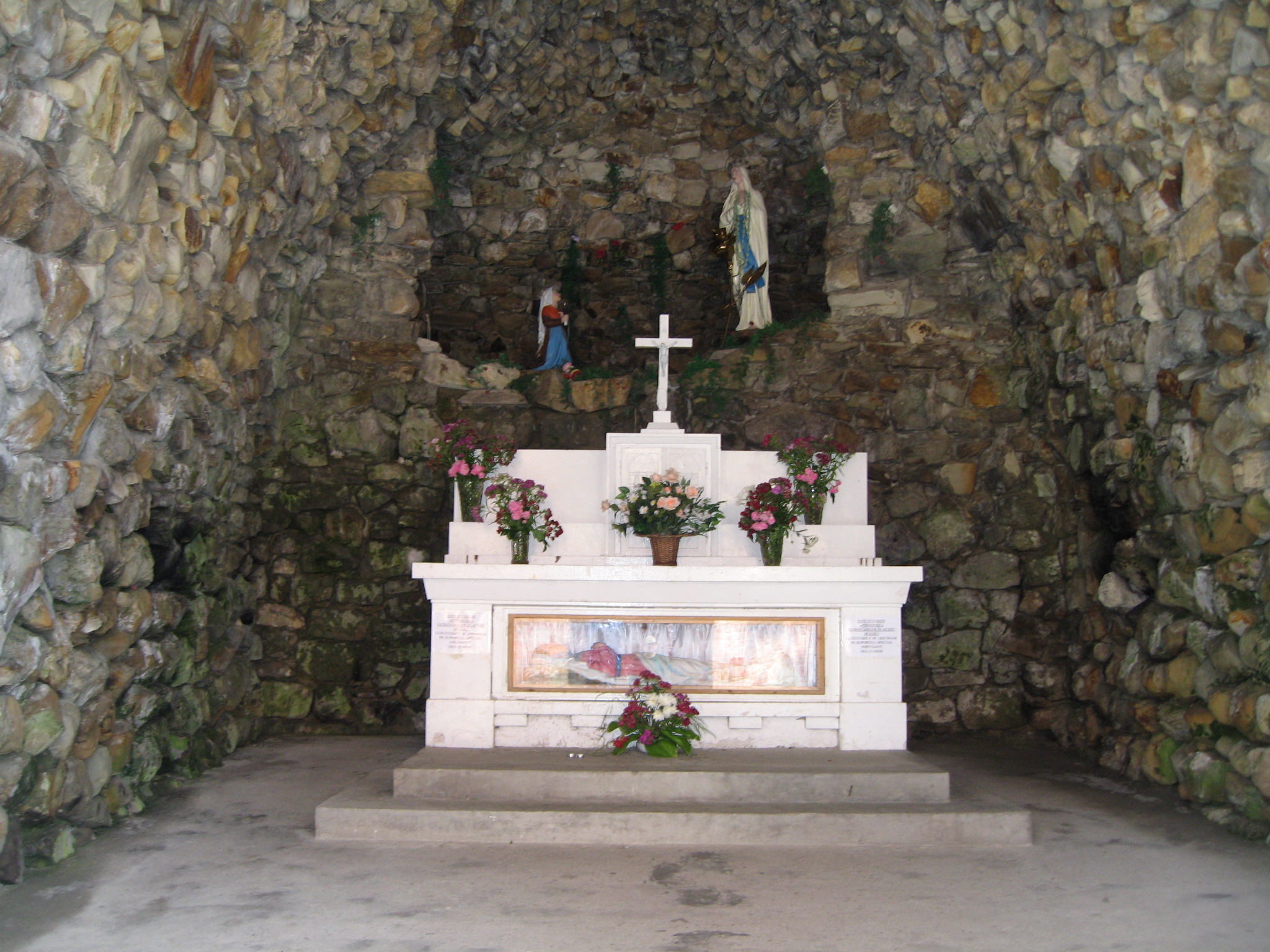
Interiorul grotei
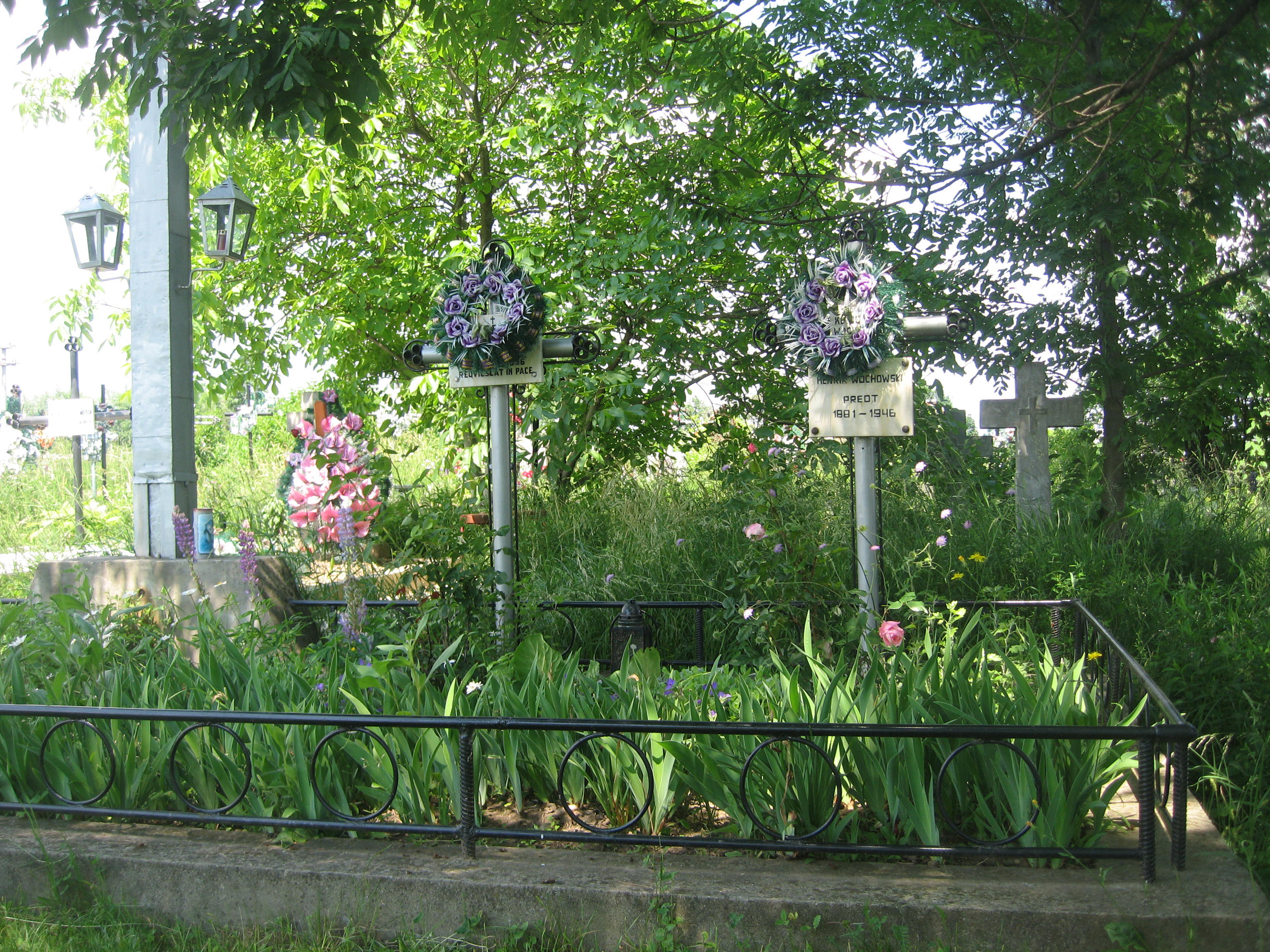
Mormintele preoţilor Ion Pârţac şi Henryk Wochowski în cimitirul satului